# Liste der Biografien/Dal
Liste der Biografien |
Portal Biografien |
Personensuche
# |
A |
B |
C |
D |
E |
F |
G |
H |
I |
J |
K |
L |
M |
N |
O |
P |
Q |
R |
S |
T |
U |
V |
W |
X |
Y |
Z |
?
 
Da |
Db |
Dc |
Dd |
De |
Dg |
Dh |
Di |
Dj |
Dk |
Dl |
Dm |
Dn |
Do |
Dq |
Dr |
Ds |
Du |
Dv |
Dw |
Dy |
Dz
 
Daa |
Dab |
Dac |
Dad |
Dae |
Daf |
Dag |
Dah |
Dai |
Daj |
Dak |
Dal |
Dam |
Dan |
Dao |
Dap |
Daq |
Dar |
Das |
Dat |
Dau |
Dav |
Daw |
Dax |
Day |
Daz
Die Liste der Biografien führt alle Personen auf, die in der deutschsprachigen Wikipedia einen Artikel haben. Dieses ist eine Teilliste mit 813 Einträgen von Personen, deren Namen mit den Buchstaben „Dal“ beginnt.

## Dal
- Dal Balcon, Isabella (* 1977), italienische Snowboarderin
- Dal Cin, Fabio (* 1965), italienischer Geistlicher, Prälat von Loreto
- Dal Cin, Silvio († 1954), italienischer Autorennfahrer
- Dal Colle, Michael (* 1996), kanadischer EishockeyspielerMichael Dal Colle (* 1996)

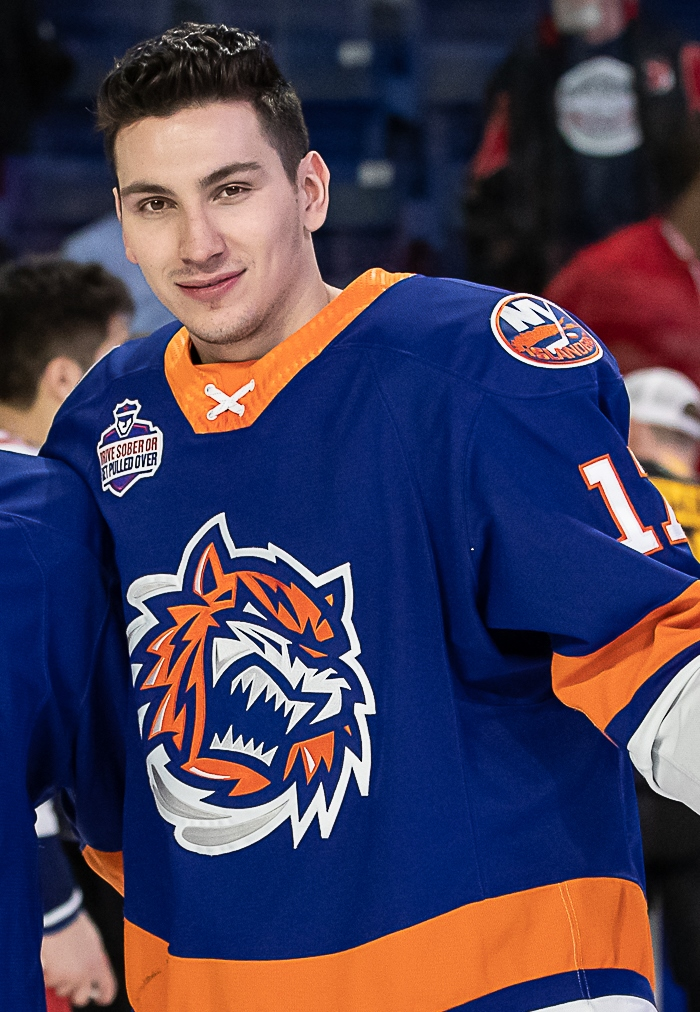
Michael Dal Colle (* 1996)

- Dal Corso, Eugenio (1939–2024), italienischer Ordensgeistlicher, Bischof von Benguela und Kardinal
- Dal Corso, Gianluca (* 2001), italienischer Beachvolleyballspieler
- Dal Dosso, Horacio R. (* 1960), argentinischer Übersetzer und Dolmetscher
- Dal Fabbro, Corrado (1945–2018), italienischer Bobfahrer
- Dal Fabbro, Rinaldo (1909–1977), italienischer Dokumentarfilmer und Drehbuchautor
- Dal Farra, Franco (* 2000), argentinischer Skilangläufer
- Dal Farra, Ricardo (* 1957), argentinischer Komponist
- Dal Masetto, Antonio (1938–2015), argentinischer Schriftsteller und Journalist
- Dal Maso, Gianni (* 1954), italienischer Mathematiker
- Dal Molin, Davide (* 1978), italienischer Volleyball- und Beachvolleyballspieler
- Dal Molin, Paolo (* 1987), italienischer Leichtathlet
- Dal Monte, Toti (1893–1975), italienische Opernsängerin (Koloratursopran)
- Dal Negro, Gaetano (1931–2012), italienischer Verwaltungsrechtler
- Dal Negro, Salvatore (1768–1839), italienischer Physiker und Professor für Mechanik und experimentelle Physik
- Dal Negro, Silvia (* 1968), italienische Sprachwissenschafterin
- Dal Piaz, Giorgio (1872–1962), italienischer Geologe und Paläontologe
- Dal Pozzo Toscanelli, Paolo (1397–1482), italienischer Arzt, Mathematiker, Astronom und KartografPaolo dal Pozzo Toscanelli (1397–1482)

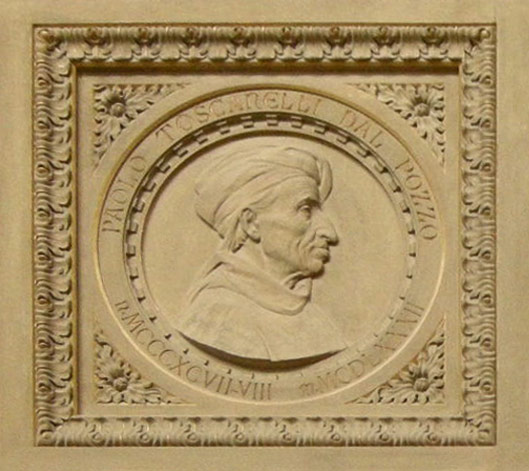
Paolo dal Pozzo Toscanelli (1397–1482)

- Dal Pozzo, Cassiano (1588–1657), italienischer Gelehrter und Mäzen
- Dal Prà, Giovanni Battista (1902–1990), italienischer Geistlicher, römisch-katholischer Bischof von Terni und Narni
- Dal Sasso, Christophe (* 1968), französischer Big-Band-Leiter und Komponist
- Dal Sasso, Cristiano (* 1965), italienischer Paläontologe
- Dal Sasso, Guidina (* 1958), italienische Skilangläuferin
- Dal Soglio, Paolo (* 1970), italienischer Kugelstoßer
- Dal Toso, Giovanni Pietro (* 1964), italienischer Geistlicher, ehemaliger Kurienerzbischof und Diplomat des Heiligen Stuhls
- Dal Vera, Anne, US-amerikanische Polarforscherin
- Dal Verme, Taddeo Luigi (1641–1717), italienischer Kardinal und Bischof
- Dal Zotto, Antonio (1841–1918), italienischer Bildhauer
- Dal Zotto, Fabio (* 1957), italienischer Florettfechter und Olympiasieger
- Dal Zotto, Renan (* 1960), brasilianischer Volleyballspieler und -trainer
- Dal, Ceren (* 1973), deutsche Schauspielerin
- Dal, Güney (* 1944), türkischer Schriftsteller
- Dal, Mine (* 1960), türkisch-schweizerische Fotografin
- Dal, Oleg Iwanowitsch (1941–1981), sowjetischer Theater- und Filmschauspieler
- Dal, Polat (* 1972), deutscher Schauspieler
- Dal, Selina (* 2001), deutsche Tennisspielerin
- Dal, Sophie (* 1981), deutsche Schauspielerin türkischer Abstammung
- Dal, Wladimir Iwanowitsch (1801–1872), russischer Lexikograf
- Dal-Cin, Matteo (* 1991), kanadischer Radrennfahrer

### Dala
- Dala, Gelson (* 1996), angolanischer Fußballspieler
- Dala, Tamás (* 1968), ungarischer Wasserballspieler
- Dalaba, Lesli, US-amerikanische Jazz- und Improvisationsmusikerin (Trompete, Truba, Perkussion)
- Daladier, Édouard (1884–1970), französischer PolitikerÉdouard Daladier (1884–1970)

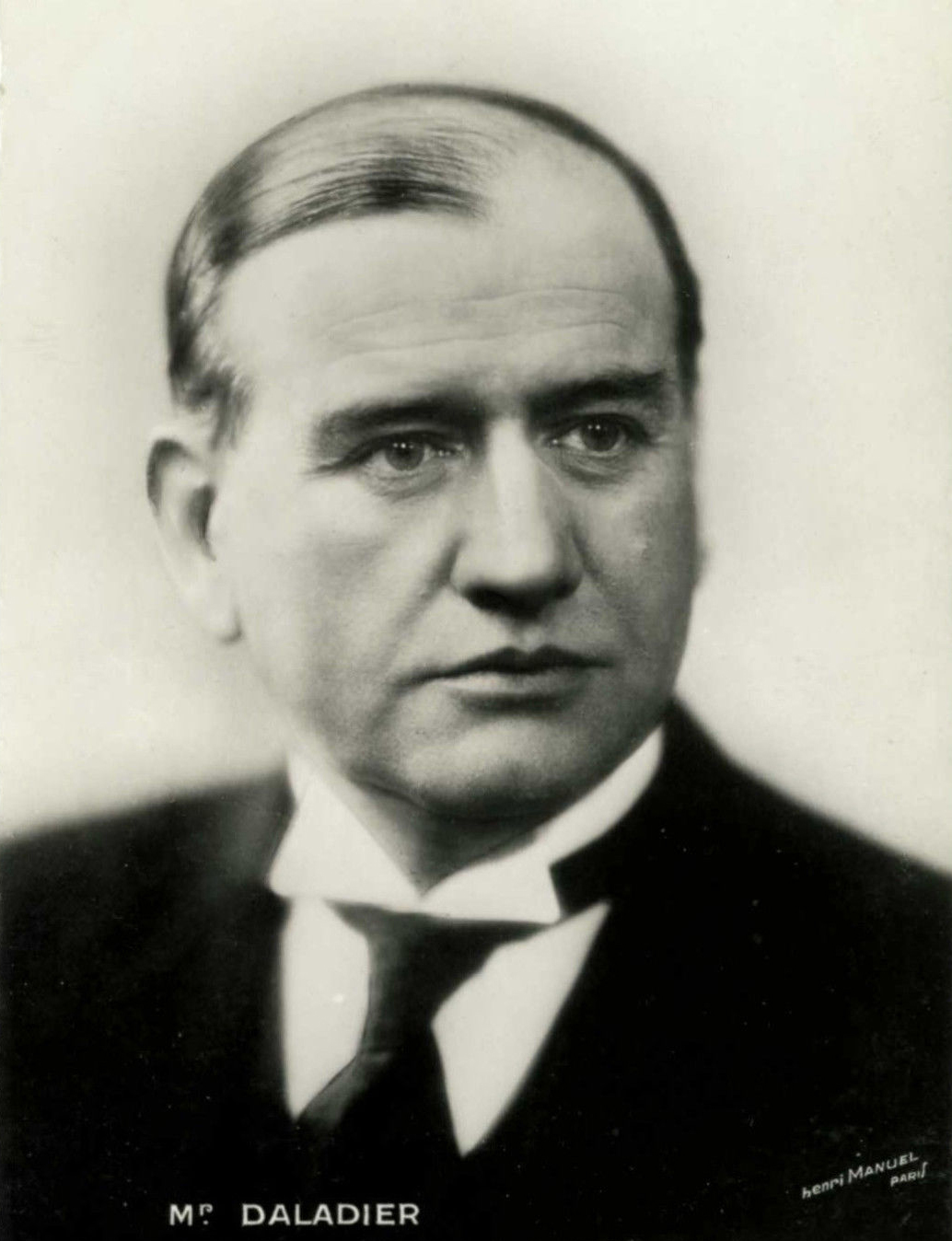
Édouard Daladier (1884–1970)

- Dalaf, Jalila (* 1993), deutsche Fußballspielerin
- Dalager, Carl (1726–1799), dänischer Kaufmann
- Dalager, Lars († 1772), dänischer Kaufmann
- Dalager, Mathias Ferslew (1769–1843), grönländisch-dänisch-norwegischer Künstler
- Dalager, Peter (1888–1960), grönländischer Redakteur, Sekretär, Dolmetscher und Landesrat
- Dalager, Stig (* 1952), dänischer Schriftsteller
- Dalainville (1732–1801), französischer Schauspieler und Theaterregisseur
- Dalaka, Katerina (* 1992), griechische Sprinterin
- Dalakischwili, Mariam (* 2001), georgische Tennisspielerin
- Dalakischwili, Tinatin (* 1991), georgische Schauspielerin und Model
- Dalakjan, Artem (* 1987), ukrainischer Boxer
- Dalakliew, Detelin (* 1983), bulgarischer Boxer
- Dalakouras, Anestis (* 1993), griechischer Volleyballspieler
- Dalal, Yair (* 1955), israelischer Komponist und Musiker
- Dalalojan, Artur Gratschjewitsch (* 1996), russischer Turner
- Dalan, Bedrettin (* 1941), türkischer Politiker und Ingenieur; Bürgermeister von Istanbul
- Dalaras, Giorgos (* 1949), griechischer MusikerGiorgos Dalaras (* 1949)

Giorgos Dalaras (* 1949)

- Dalasam, Rico (* 1989), brasilianischer Sänger, Rapper, und Produzent
- D’Alatri, Alessandro (1955–2023), italienischer Filmregisseur und Drehbuchautor
- Dalavong, Sisawad (* 1996), laotischer Fußballspieler
- D’Alay, Mauro († 1757), italienischer Violinist und Komponist des Spätbarock
- Dalayman, Katarina (* 1963), schwedische Opernsängerin des Stimmfächer Sopran und Mezzosopran
- Dalayrac, Nicolas (1753–1809), französischer Komponist

### Dalb
- Dalban, Robert (1903–1987), französischer Schauspieler
- Dalbavie, Marc-André (* 1961), französischer Komponist
- Dalbello (* 1958), kanadische Musikerin
- Dalberg, Adolf von (1678–1737), Fürstabt von Fulda
- Dalberg, Adolph Franz von (1730–1794), Adeliger Mörder
- Dalberg, Anna Margarete von (* 1599), Stiftsdame in St. Maria im Kapitol in Köln
- Dalberg, Anna Sophia Maria Franziska von (1675–1762), Stiftsdame in St. Maria im Kapitol in Köln
- Dalberg, Antonetta Franziska Maria von (* 1757), Stiftsdame in St. Maria im Kapitol in Köln
- Dalberg, Apollonia von († 1524), Äbtissin von Kloster Marienberg
- Dalberg, Balthasar II. von († 1605), kurmainzischer Oberamtmann in Miltenberg
- Dalberg, Camilla (1870–1968), deutschamerikanische Theater- und Stummfilmschauspielerin sowie Drehbuchautorin
- Dalberg, Damian Casimir von (1675–1717), Generalwachtmeister der kaiserlichen Reichsarmee
- Dalberg, Dieter VI. von (1468–1530), kurpfälzischer Rat
- Dalberg, Eberhard II. von (1574–1614), deutscher Ritter
- Dalberg, Eckenbert von (1652–1696), Reichshofrat
- Dalberg, Emmerich Joseph von (1773–1833), badischer Diplomat und französischer PolitikerEmmerich Joseph von Dalberg (1773–1833)

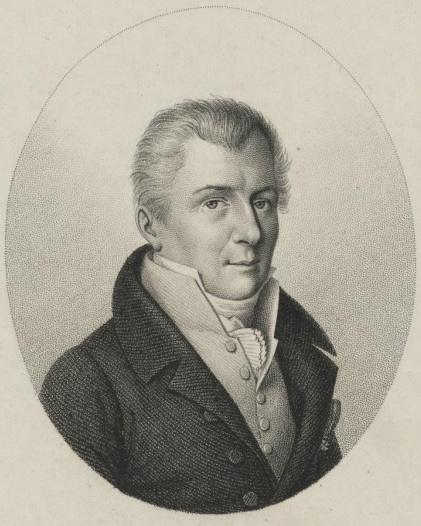
Emmerich Joseph von Dalberg (1773–1833)

- Dalberg, Franz Anton von (1669–1725), deutscher Freiherr, Domherr und Generalmajor
- Dalberg, Franz Eckenbert II. von (1674–1741), deutscher Freiherr
- Dalberg, Franz Heinrich von (1716–1776), Burggraf von Friedberg, Statthalter von Worms, Amtmann von Oppenheim
- Dalberg, Friedrich (1907–1988), südafrikanischer Opernsänger
- Dalberg, Friedrich Ferdinand von (1822–1908), Mitglied des österreichischen Herrenhauses
- Dalberg, Friedrich Karl Anton von (1787–1817), deutscher Adeliger
- Dalberg, Friedrich von (1459–1506), deutscher Ritter, Bürgermeister von Oppenheim
- Dalberg, Friedrich X. von (1863–1914), Adeliger
- Dalberg, Georg von (1509–1561), Bürgermeister von Oppenheim
- Dalberg, Gottlob Amand von (1739–1794), deutscher Geheimer Rat
- Dalberg, Guda von († 1518), deutsche Priorin
- Dalberg, Johann Friedrich Eckenbert von (1668–1719), Reichshofrat
- Dalberg, Johann Friedrich Hugo von (1760–1812), deutscher Pianist, Musikschriftsteller und Komponist
- Dalberg, Johann XXV. von († 1670), deutscher Freiherr
- Dalberg, Johannes Evangelist von (1909–1940), tschechoslowakischer Mann, letzter der Familie von Dalberg
- Dalberg, Karl Anton von (1792–1859), Kämmerer und Gutsbesitzer
- Dalberg, Karl Heribert von (1849–1920), Adeliger
- Dalberg, Karl Theodor von (1744–1817), Erzbischof von Mainz, Fürstprimas, Bischof von KonstanzKarl Theodor von Dalberg (1744–1817)

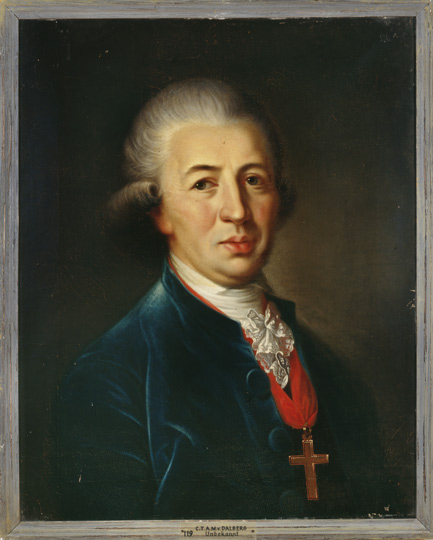
Karl Theodor von Dalberg (1744–1817)

- Dalberg, Margareta Dorothea von († 1674), Äbtissin des Klosters Oberwerth bei Koblenz
- Dalberg, Maria Anna Josepha Franziska Sophia von (1731–1798), Stiftsdame in St. Maria im Kapitol in Köln
- Dalberg, Maria Anna von und zu (1891–1979), deutsche Adlige und Winzerin
- Dalberg, Marie Louise von (1813–1860), Adelige mit deutsch-französisch-englischem Hintergrund
- Dalberg, Nancy (1881–1949), dänische Komponistin
- Dalberg, Philipp Franz Eberhard von (1635–1693), Präsident des Reichskammergerichts, Domdekan in Worms, Rektor der Universität Heidelberg
- Dalberg, Philipp IV. von (1490–1533), Bürgermeister von Oppenheim
- Dalberg, Philipp V. von († 1590), deutscher Ritter
- Dalberg, Wolfgang Eberhard I. von (1614–1676), Hofmarschall und Rat des Bischofs von Speyer, Oberamtmann
- Dalberg, Wolfgang Eberhard II. von (1679–1737), deutscher Freiherr
- Dalberg, Wolfgang Friedrich I. von (1565–1621), deutscher Ritter, kurmainzischer Amtmann
- Dalberg, Wolfgang Hartmann von (1605–1654), deutscher Freiherr, kurmainzischer Amtmann in Höchst
- Dalberg, Wolfgang Heribert von (1750–1806), deutscher Verwaltungsbeamter, Intendant des Nationaltheaters in Mannheim
- Dalberg, Wolfgang VI. von (1473–1522), deutscher Ritter, kurpfälzischer Amtmann in Oppenheim
- Dalberg, Wolfgang X. von (1537–1601), Erzbischof und Kurfürst von Mainz, und Erzkanzler des Heiligen Römischen Reiches (1582–1601)
- Dalberg-Acton, John Emerich Edward, 1. Baron Acton (1834–1902), britischer Historiker, liberaler Katholik, Journalist und Politiker, Mitglied des House of CommonsJohn Emerich Edward Dalberg-Acton, 1. Baron Acton (1834–1902)

John Emerich Edward Dalberg-Acton, 1. Baron Acton (1834–1902)

- Dalbert Henrique (* 1993), brasilianischer Fußballspieler
- Dalbert, Claudia (* 1954), deutsche Psychologin, Hochschullehrerin sowie Politikerin (Bündnis 90/Die Grünen), MdL
- Dalberti, Vincenzo (1763–1849), Schweizer Priester, Politiker und Staatsrat
- Dalberto, Michel (* 1955), französischer Pianist
- Dalbés, Alberto (1922–1983), argentinischer Schauspieler
- Dalbey, Troy (* 1968), amerikanischer Freistilschwimmer
- D’Albiac, John (1894–1963), britischer Air Marshal
- D’Albisola, Tullio (1899–1971), italienischer avantgardistischer Keramiker
- Dal’Bó, Paulo Bosi (* 1962), brasilianischer Geistlicher und römisch-katholischer Bischof von São Mateus
- Dalbon, Angelo (1787–1847), deutscher Kupferstecher
- Dalbono, Edoardo (1843–1915), italienischer Maler
- Dalbor, Edmund (1869–1926), polnischer Geistlicher, Erzbischof von Gnesen und Posen und Kardinal
- Dalbosco, Cleonir Paulo (* 1970), brasilianischer Ordensgeistlicher und römisch-katholischer Bischof von Bagé
- Dalby, Andrew (* 1947), britischer Autor, Kulturhistoriker und Sprachwissenschaftler
- Dalby, Camilla (* 1988), dänische Handballspielerin
- Dalby, Irene (* 1971), norwegische Schwimmerin
- Dalby, Simon (* 1958), irischer Geograph und Theoretiker der Geopolitik
- Dalby, Simon (* 2003), dänischer Radrennfahrer

### Dalc
- Dalcanton, Julianne (* 1968), US-amerikanische Astronomin
- Dalcher, Peter (1926–2010), Schweizer Dialektologe und Chefredaktor des Schweizerischen Idiotikons
- Dalcin, Pierre-Emmanuel (* 1977), französischer Skirennläufer

### Dald
- Dalderby, John († 1320), englischer Geistlicher
- Daldini, Agostino (1817–1895), Schweizer Kapuziner, Botaniker und Mykologe
- Daldorf, Egon (* 1933), deutscher Philosoph und Autor
- Daldossi, Yvonne (* 1992), italienische Eisschnellläuferin
- Daldosso, Jean (* 1958), französischer Orgelbauer
- Daldrup, Bernhard (* 1956), deutscher Politiker (SPD), MdB
- Daldrup, Bernhard (* 1961), deutscher Politiker (CDU), MdL
- Daldrup, Thomas (* 1950), deutscher Toxikologe und Hochschullehrer
- Daldrup, Ulrich (* 1947), deutscher Wissenschaftler, Politiker (CDU) und ehemaliger Bürgermeister der Stadt Aachen
- Daldry, Stephen (* 1961), britischer Theater- und FilmregisseurStephen Daldry (* 1961)

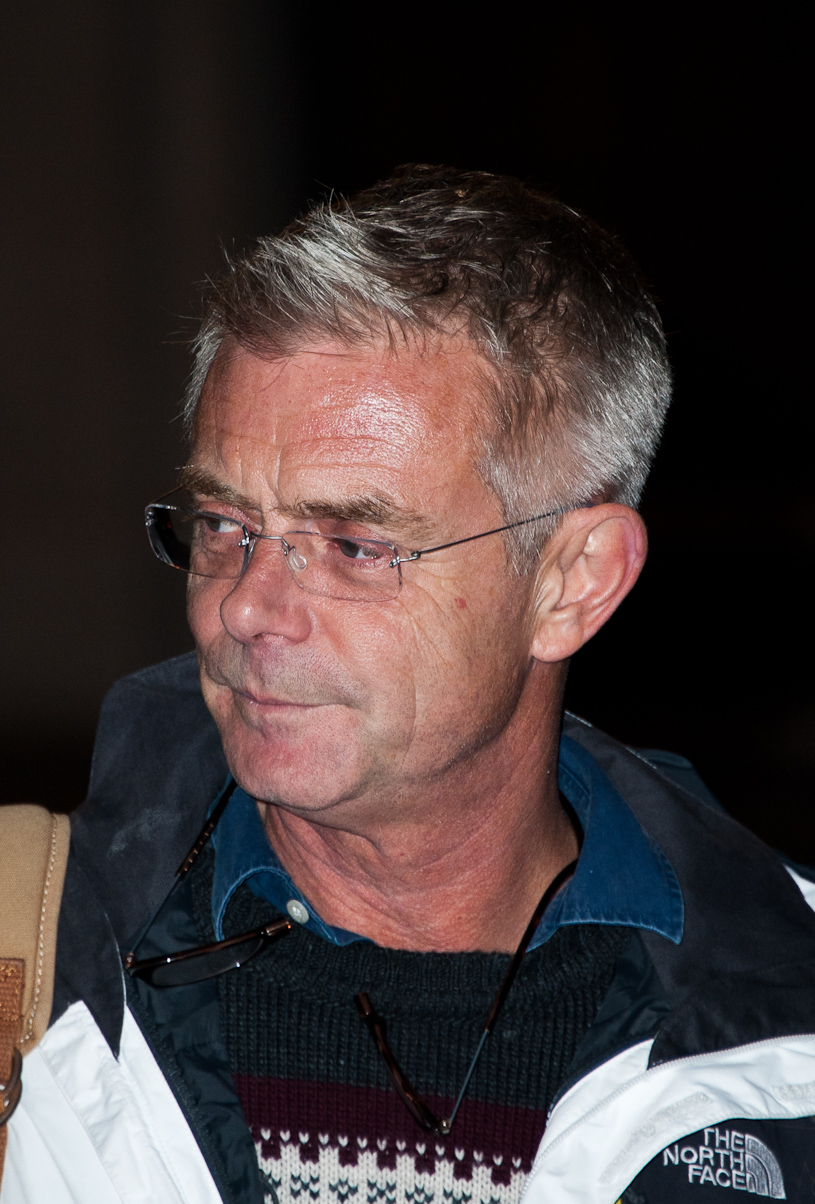
Stephen Daldry (* 1961)

- Daldy, Amey (1829–1920), neuseeländische Suffragette und Frauenrechtlerin

### Dale
- Dale Biddle Andrews, Annie (1885–1940), US-amerikanische Mathematikerin und Hochschullehrerin
- Dale, Alan (* 1947), neuseeländischer SchauspielerAlan Dale (* 1947)

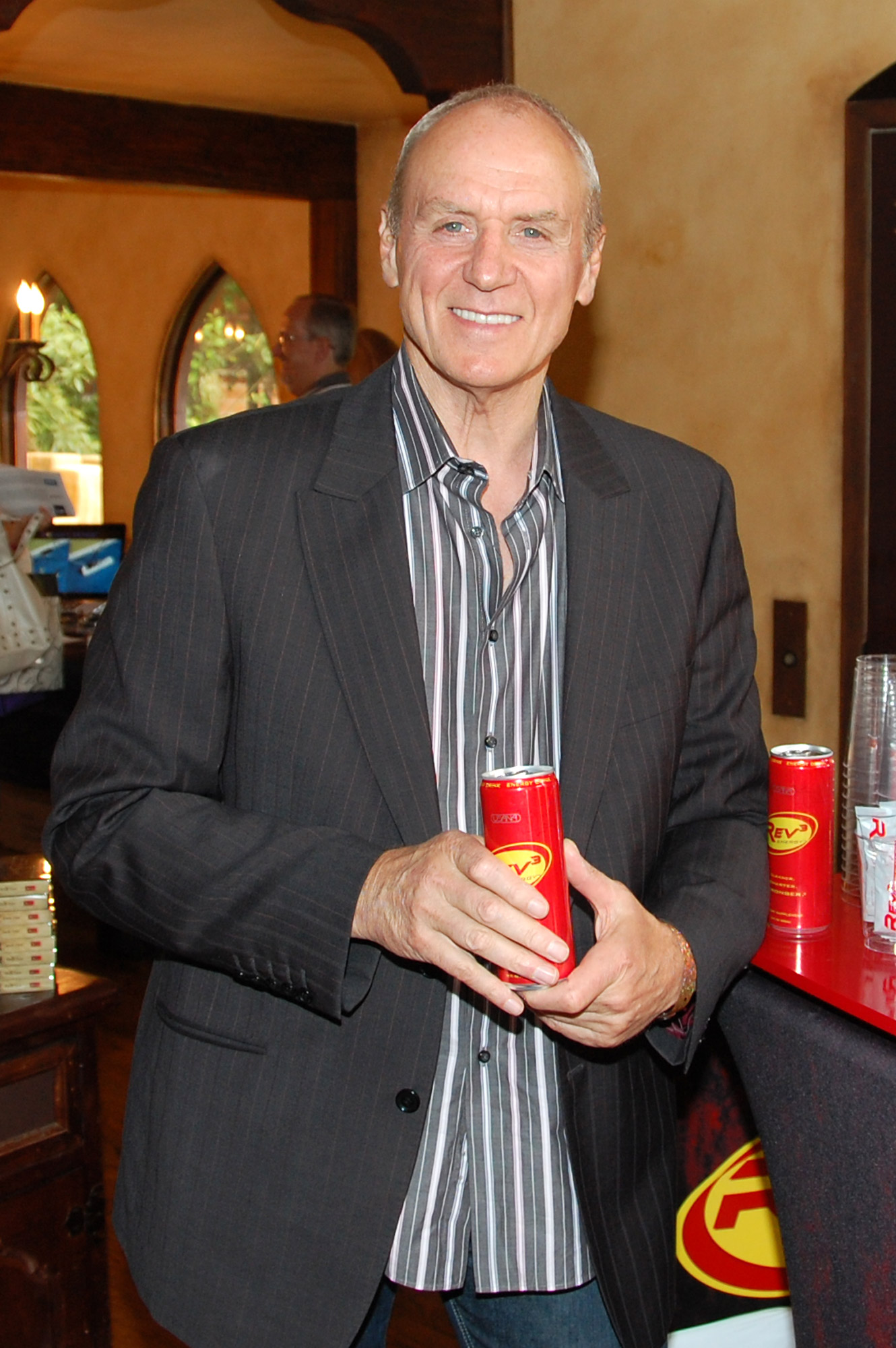
Alan Dale (* 1947)

- Dale, Amy Marjorie (1901–1967), britische Gräzistin
- Dale, Andrew Murray († 1919), britischer Kolonialbeamter und Ethnologe
- Dale, Anton van (1638–1708), niederländischer mennonitischer Prediger, Arzt und Autor religiöser Texte
- Dale, Benjamin (1885–1943), britischer Organist und Komponist
- Dale, Bill (1917–2010), kanadischer Mittelstreckenläufer und Sprinter
- Dale, Carlotta (1915–1988), US-amerikanische Swing-Sängerin
- Dale, Celia (1912–2011), britische Schriftstellerin
- Dale, Charles M. (1893–1978), US-amerikanischer Politiker
- Dale, Christine (* 1954), australische Sprinterin
- Dale, Cynthia (* 1961), kanadische Schauspielerin
- Dale, Dick (1937–2019), US-amerikanischer Musiker, Pionier des Surf-Rock
- Dale, Dominic (* 1971), walisischer Snookerspieler
- Dale, Edgar (1900–1985), amerikanischer Lehrer und Hochschullehrer
- Dale, Esther (1885–1961), US-amerikanische Schauspielerin und Sängerin
- Dale, Eyolf (* 1985), norwegischer Jazzmusiker (Piano, Komposition)
- Dale, George N. (1834–1903), US-amerikanischer Politiker und Anwalt, der Vizegouverneur von Vermont war (1870–1872)
- Dale, Grover (* 1935), US-amerikanischer Schauspieler, Tänzer, Regisseur und Choreograf
- Dale, Harry H. (1868–1935), US-amerikanischer Jurist und Politiker
- Dale, Henry Hallett (1875–1968), britischer Biochemiker
- Dale, Ian Anthony (* 1978), US-amerikanischer Schauspieler
- Dale, J. Miles, US-amerikanischer Film- und Fernsehproduzent sowie Fernsehregisseur
- Dale, James, US-amerikanischer Techniker
- Dale, James Badge (* 1978), US-amerikanischer SchauspielerJames Badge Dale (* 1978)

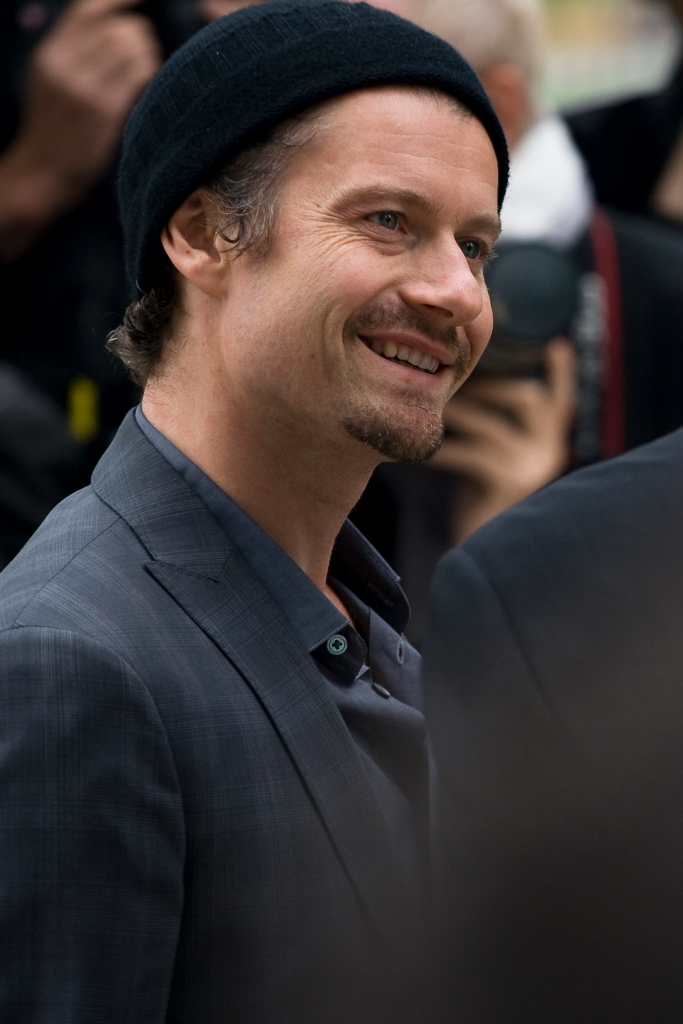
James Badge Dale (* 1978)

- Dale, James Charles (1792–1872), englischer Naturwissenschaftler und Entomologe
- Dale, Jim (* 1935), britischer Schauspieler und Komiker
- Dale, Joachim von (1651–1726), Jurist und Ratsherr der Hansestadt Lübeck, Geheimer Kommerzienrat
- Dale, Joe (1921–2000), englischer Fußballspieler
- Dale, Joey (* 1993), niederländischer EDM-DJ und Musikproduzent
- Dale, Jon Georg (* 1984), norwegischer Politiker, Mitglied des Storting, Verkehrsminister
- Dale, Kari Brattset (* 1991), norwegische Handballspielerin
- Dale, Larry (1923–2010), US-amerikanischer Blues-Gitarrist und -Sänger
- Dale, Laura, britische Schauspielerin
- Dale, Laurence (* 1957), britischer Opernsänger (Tenor), Dirigent und Künstlerischer Leiter
- Dale, Lilia (* 1919), italienische Schauspielerin
- Dale, Linnea (* 1991), norwegische Sängerin
- Dale, Louis (* 1988), US-amerikanischer Basketballspieler
- Dale, Porter H. (1867–1933), US-amerikanischer Politiker (Republikanische Partei)
- Dale, Samantha (* 2001), australische Weitspringerin
- Dale, Samuel (1659–1739), englischer Apotheker und Arzt
- Dale, Sunny (* 1971), deutsche Komponistin und Sängerin
- Dale, Thomas († 1619), englischer Politiker, Kolonist und Offizier
- Dale, Thomas (1749–1816), britischer Arzt
- Dale, Thomas Ernest Abell (* 1961), kanadischer Kunsthistoriker
- Dale, Thomas Henry (1846–1912), US-amerikanischer Politiker
- Dale, Thomas Pelham (1821–1892), anglo-katholischer ritualistischer Geistlicher
- Dale, Virginia (1917–1994), US-amerikanische Schauspielerin und Tänzerin
- Dale-Skjevdal, Johannes (* 1997), norwegischer Biathlet
- Dalea, Mihai (1917–1980), rumänischer Politiker (PCR)
- Daléchamps, Jacques (1513–1588), französischer Arzt
- Dalecký, Tomáš (* 2001), tschechischer Film- und Theaterschauspieler
- Daleel, Mohammad († 2016), syrischer Attentäter
- Daleflod, Sven (1919–2009), schwedischer Speerwerfer
- Dalem, Cornelis van († 1573), niederländischer Maler
- D’Alema, Massimo (* 1949), italienischer Politiker, Ministerpräsident und Außenminister, MdEPMassimo D’Alema (* 1949)

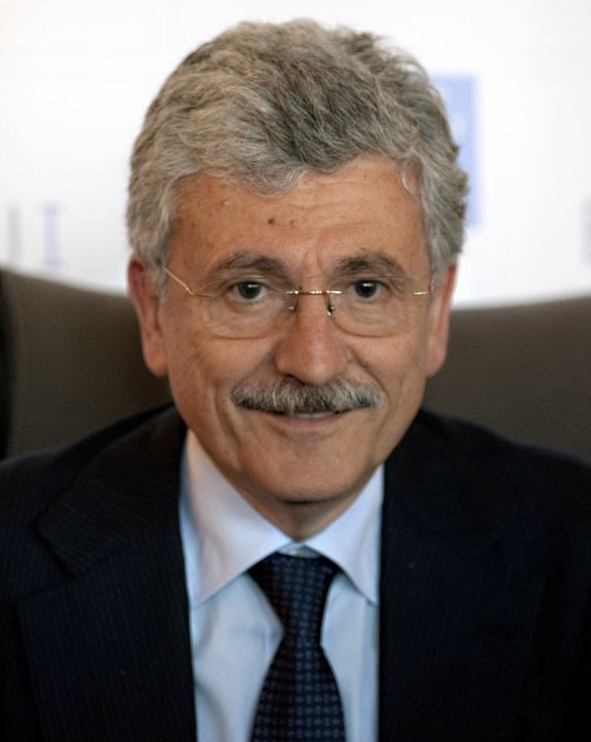
Massimo D’Alema (* 1949)

- Daleman, Gabrielle (* 1998), kanadische Eiskunstläuferin
- Dalemans, Eline (* 1991), belgische Leichtathletin
- Dalembert, Louis-Philippe (* 1962), haitianischer Autor
- Dalembert, Samuel (* 1981), kanadisch-haitianischer Basketballspieler
- Dalen, Benno van (* 1962), niederländischer Mathematik- und Astronomiehistoriker
- Dalen, Cornelis van de Jonge (1638–1664), niederländischer Kupferstecher, Zeichner und Verleger
- Dalen, Cornelis van de Oude (1602–1665), niederländischer Kupferstecher, Zeichner und Verleger
- Dalen, Dirk van (* 1932), niederländischer Mathematiker
- Dalen, Eric (* 1972), US-amerikanischer Basketballschiedsrichter
- Dalén, Gustaf (1869–1937), schwedischer Physiker und Nobelpreisträger der Physik 1912Gustaf Dalén (1869–1937)
- Dalen, Jan van, flämischer Maler

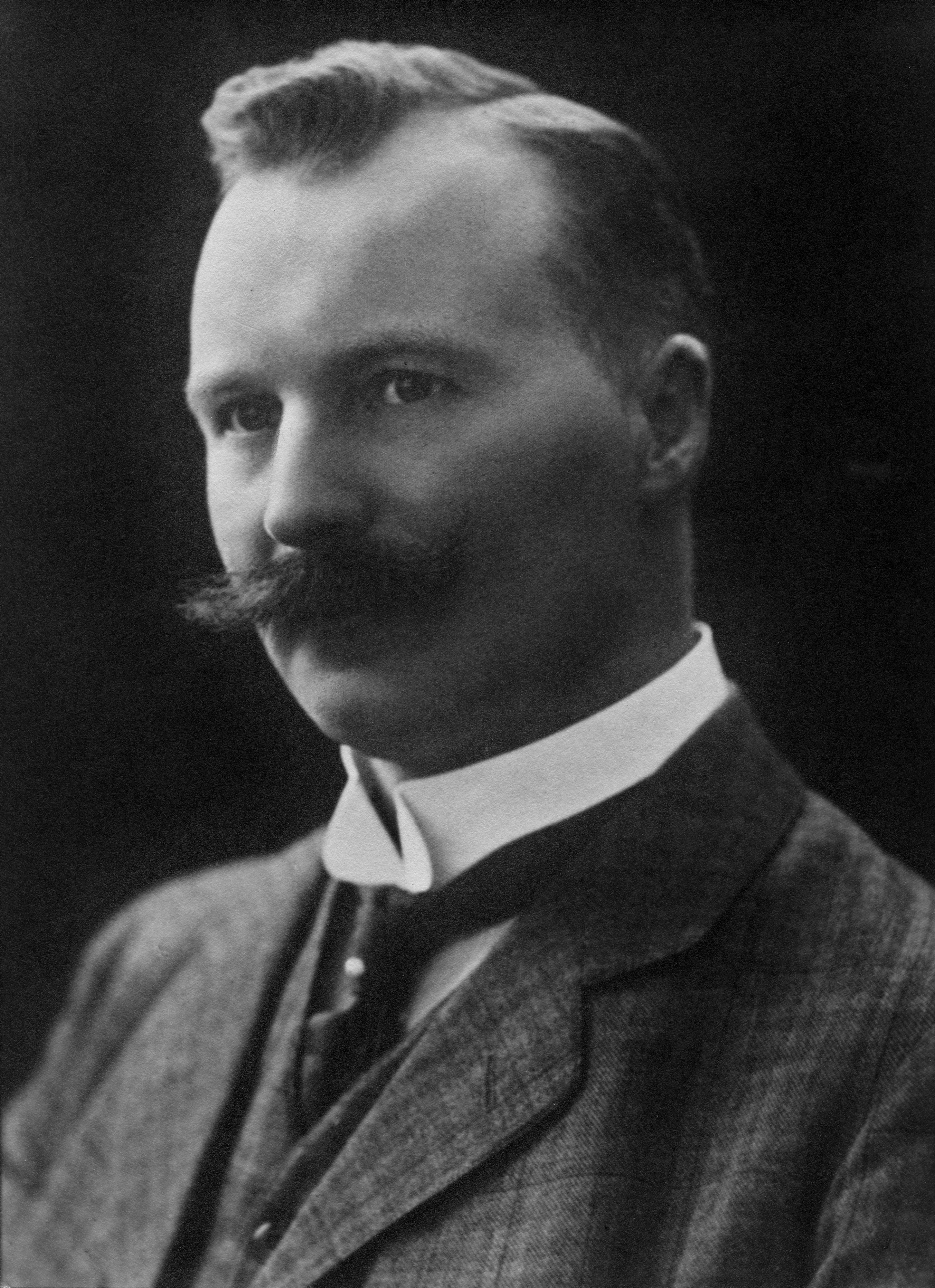
Gustaf Dalén (1869–1937)

- Dalen, Jeanine van (* 1986), niederländische Fußballspielerin
- Dalen, Kurd (1884–1941), deutscher Industriejurist
- Dalen, Lambert von († 1558), deutscher Kaufmann und Ratsherr in Lübeck
- Dalen, Peter van (* 1958), niederländischer Politiker (ChristenUnie), MdEP
- Dalen, Robert (1844–1909), deutscher Verwaltungsjurist
- Dalenoord, Jenny (1918–2013), niederländische Malerin
- Dälenow, Ruslan (* 1975), kasachischer Politiker
- D’Aleo, Angelo (* 1940), US-amerikanischer Sänger
- Daler, Jiří (* 1940), tschechoslowakischer Radsportler
- Daler, Jules (1824–1889), Schweizer Händler und Bankier
- Daler, Ludwig (1797–1870), Oberbürgermeister der Stadt Karlsruhe
- Dales, Andy (* 1994), englischer Fußballspieler
- Dales, Ien (1931–1994), niederländische Politikerin der Partij van de Arbeid
- D’Alesandro, Thomas (1903–1987), US-amerikanischer Politiker
- Dalesme, Jean-Baptiste (1763–1832), französischer Generalmajor der Infanterie
- D’Alessandria, Nico (1941–2003), italienischer Filmregisseur und Drehbuchautor
- D’Alessandro, Andrés (* 1981), argentinischer Fußballspieler
- D’Alessandro, Angelo (1926–2011), italienischer Filmregisseur und Dokumentarfilmer
- D’Alessandro, Gennaro, italienischer Komponist und Cembalist
- D’Alessio, Carlos (1935–1992), argentinischer Komponist
- D’Alessio, Claudio (* 1961), italienischer Rechtsanwalt und Politiker
- D’Alessio, Gigi (* 1967), italienischer SängerGigi D’Alessio (* 1967)

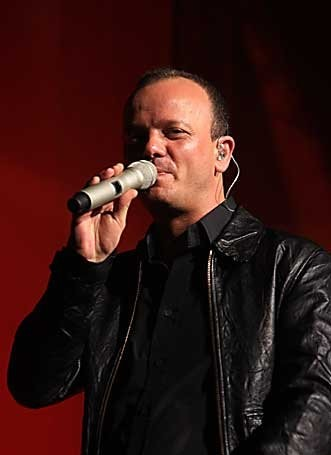
Gigi D’Alessio (* 1967)

- D’Alessio, Giuseppe (1859–1945), italienischer römisch-katholischer Geistlicher und Weihbischof in Neapel
- D’Alessio, Lupita (* 1954), mexikanische Sängerin und Schauspielerin
- D’Alessio, Ugo (1909–1979), italienischer Schauspieler
- Daleszczyk, Katarzyna (* 1990), polnische Fußballspielerin
- Daletska, Christina (* 1984), ukrainische Opern- und Konzertsängerin (Mezzosopran)
- Daléus, Lennart (* 1946), schwedischer Politiker, Mitglied des Riksdag
- Dalevi, Sören (* 1969), schwedischer lutherischer Theologe und Bischof
- Daley (* 1989), englischer R&B-Musiker
- Daley, Alfred (* 1949), jamaikanischer Sprinter
- Daley, Allison, kanadische Paläontologin
- Daley, Brian E. (* 1940), US-amerikanischer Jesuit und Hochschullehrer
- Daley, Edmund L. (1883–1968), US-amerikanischer Offizier, Generalmajor der US Army
- Daley, Eleanor (* 1955), kanadische Komponistin
- Daley, Héctor (* 1961), panamaischer Leichtathlet
- Daley, Joe (1949–2025), US-amerikanischer Jazzmusiker (Tuba, Komposition)Joe Daley (1949–2025)

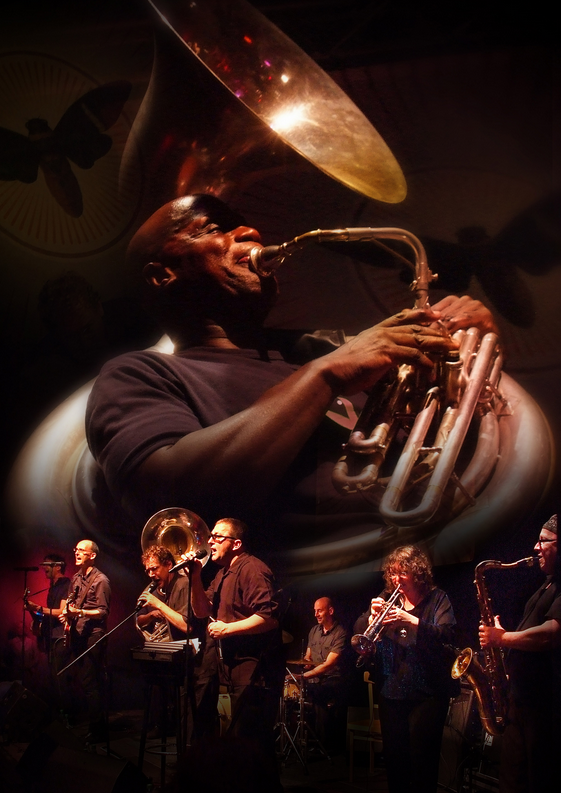
Joe Daley (1949–2025)

- Daley, John Francis (* 1985), US-amerikanischer Schauspieler, Filmregisseur, Drehbuchautor und MusikerJohn Francis Daley (* 1985)

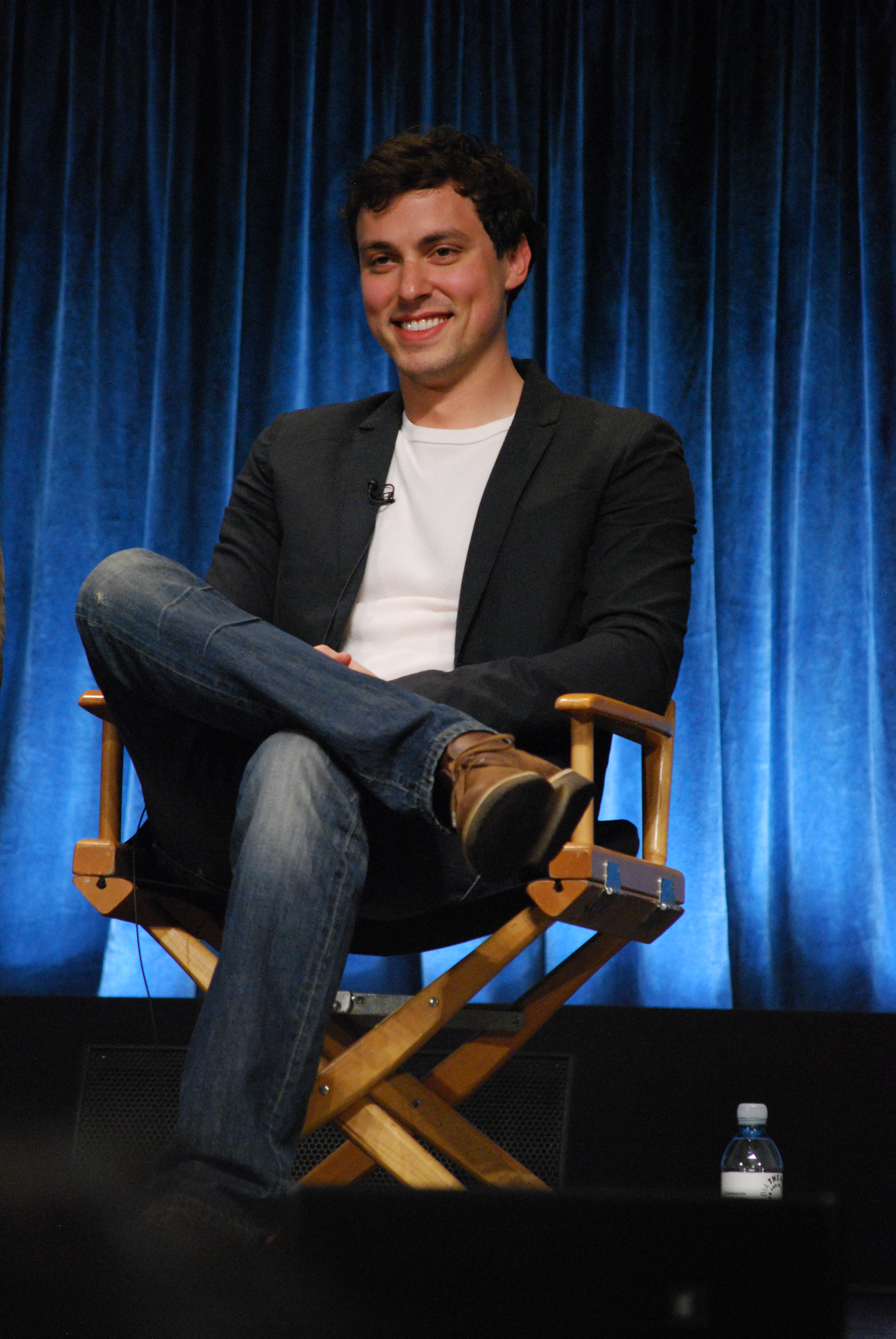
John Francis Daley (* 1985)

- Daley, John J. (1923–2000), US-amerikanischer Politiker
- Daley, Patrick (* 1959), französisch-kanadischer Eishockeyspieler
- Daley, Richard J. (1902–1976), US-amerikanischer Politiker und Bürgermeister von Chicago
- Daley, Richard M. (* 1942), US-amerikanischer Politiker
- Daley, Robert (* 1930), US-amerikanischer Schriftsteller
- Daley, Sally (1941–2020), US-amerikanische Kirchenmusikerin, Organistin und Komponistin
- Daley, Thomas, US-amerikanischer Diplomat
- Daley, Tom (1884–1934), US-amerikanischer Baseballspieler
- Daley, Tom (* 1994), englischer Wasserspringer
- Daley, Tony (* 1967), englischer Fußballspieler
- Daley, Trevor (* 1983), kanadischer Eishockeyspieler
- Daley, William M. (* 1948), US-amerikanischer Geschäftsmann und Politiker
- Dalezios, Iosif (* 1961), griechischer Radrennfahrer

### Dalf
- Dalfen, Joachim (1936–2017), österreichischer Altphilologe deutscher Herkunft
- Dalferth, Ingolf U. (* 1948), deutscher Religionsphilosoph und evangelischer Theologe
- Dalferth, Winfried (1953–2021), deutscher evangelischer Theologe und christlicher Liedermacher

### Dalg
- Dalgaard, Eluf (1929–2004), dänischer Radrennfahrer
- Dalgard, Olav (1898–1980), norwegischer Regisseur, Literaturkritiker, Literaturhistoriker und Schriftsteller
- Dalgarno, Alexander (1928–2015), britischer Physiker und Astrophysiker
- Dalgarno, Brad (* 1967), kanadischer Eishockeyspieler
- Dalgarno, George († 1687), schottischer Pädagoge und Sprachwissenschaftler
- Dalgas, Enrico (1828–1894), dänischer Ingenieuroffizier
- Dalgas, Kaspar (* 1976), dänischer Fußballspieler
- Dalgas, Raik (* 1976), deutscher Künstler und Aphoristiker
- Dalgıç, Dora (* 2007), türkische Schauspielerin
- Dalgıç, Elif (* 2001), türkische Handball- und Beachhandballspielerin
- Dalgic, Jan (1998–2023), deutscher Eishockeytorwart
- Dalgıç, Sevda (* 1984), türkische Schauspielerin und Model
- Dalgleish, Angus (* 1950), britischer Onkologe und Hochschullehrer
- Dalgleish, John James (1836–1921), schottischer Ornithologe
- Dalgleish, Mac (1901–1974), US-amerikanischer Tontechniker
- Dalgliesh, Alice (1893–1979), US-amerikanische Kinderbuchautorin
- Dalglish, David (* 1984), amerikanischer Schriftsteller im Bereich der Fantasyliteratur
- Dalglish, Kenny (* 1951), schottischer Fußballspieler und -trainer

### Dalh
- Dalhart, Vernon (1883–1948), US-amerikanischer Sänger und Country-Musiker
- Dalhäuser, Roland (* 1958), Schweizer Leichtathlet
- Dalhausser, Phil (* 1980), US-amerikanischer Beachvolleyballspieler, Weltmeister und Olympiasieger
- Dalheimer, Karl (1907–1986), deutscher SS-Obersturmführer, verurteilter Kriegsverbrecher
- Dalheimer, Wolfgang (* 1967), deutscher Keyboarder, Pianist und Komponist
- Dalhoff, Theodor (1837–1906), deutscher Geistlicher und römisch-katholischer Erzbischof von Bombay
- Dalhuisen, Mike (* 1989), niederländischer Eishockeyspieler

### Dali
- Dali, Alaa al- (* 1997), syrischer Fußballspieler
- Dali, Fabienne (* 1941), belgische Schauspielerin
- Dalí, Gala Éluard (1894–1982), spanische Künstlermuse und Ehefrau von Paul Éluard und Salvador DalíGala Éluard Dalí (1894–1982)

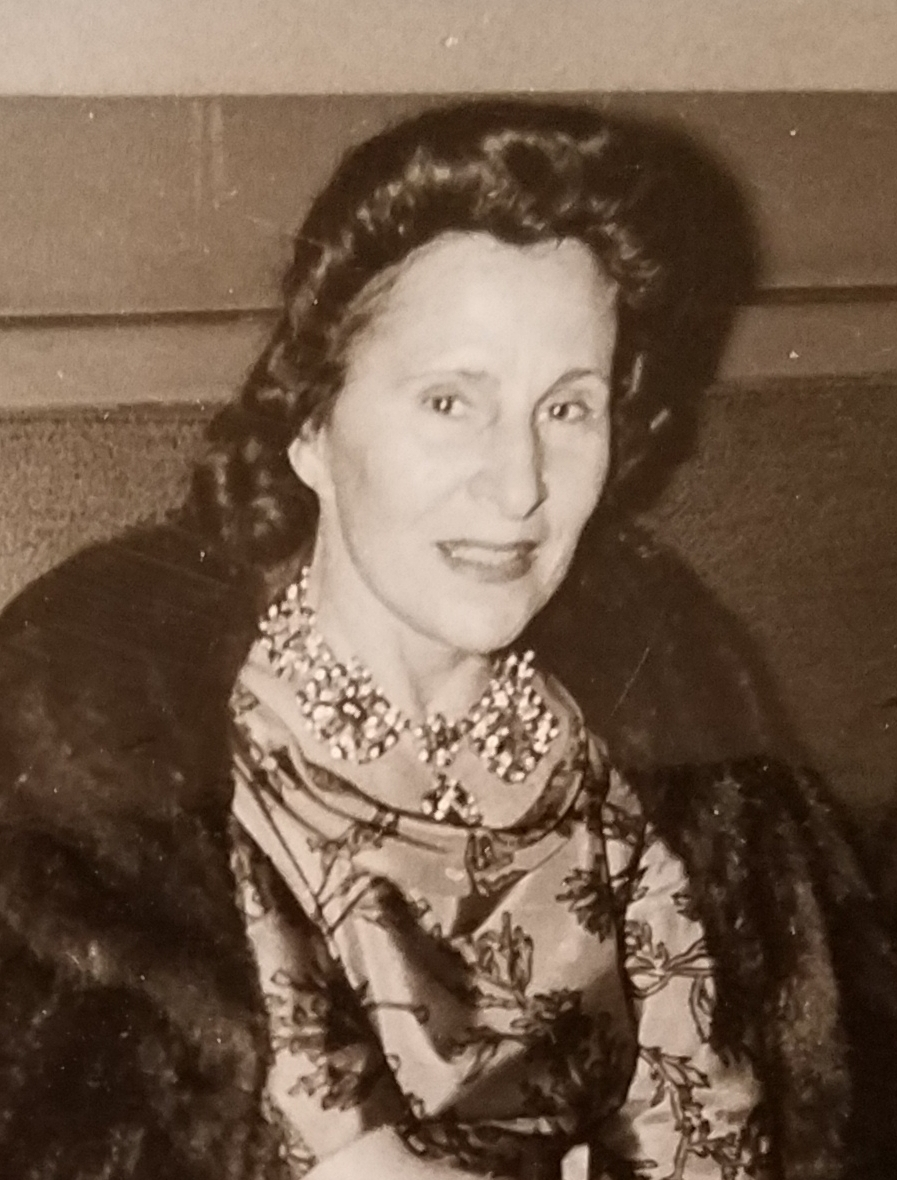
Gala Éluard Dalí (1894–1982)

- Dali, Kenza (* 1991), französische Fußballspielerin
- Dalí, Salvador (1904–1989), spanischer Maler, Grafiker, Schriftsteller, Bildhauer und BühnenbildnerSalvador Dalí (1904–1989)

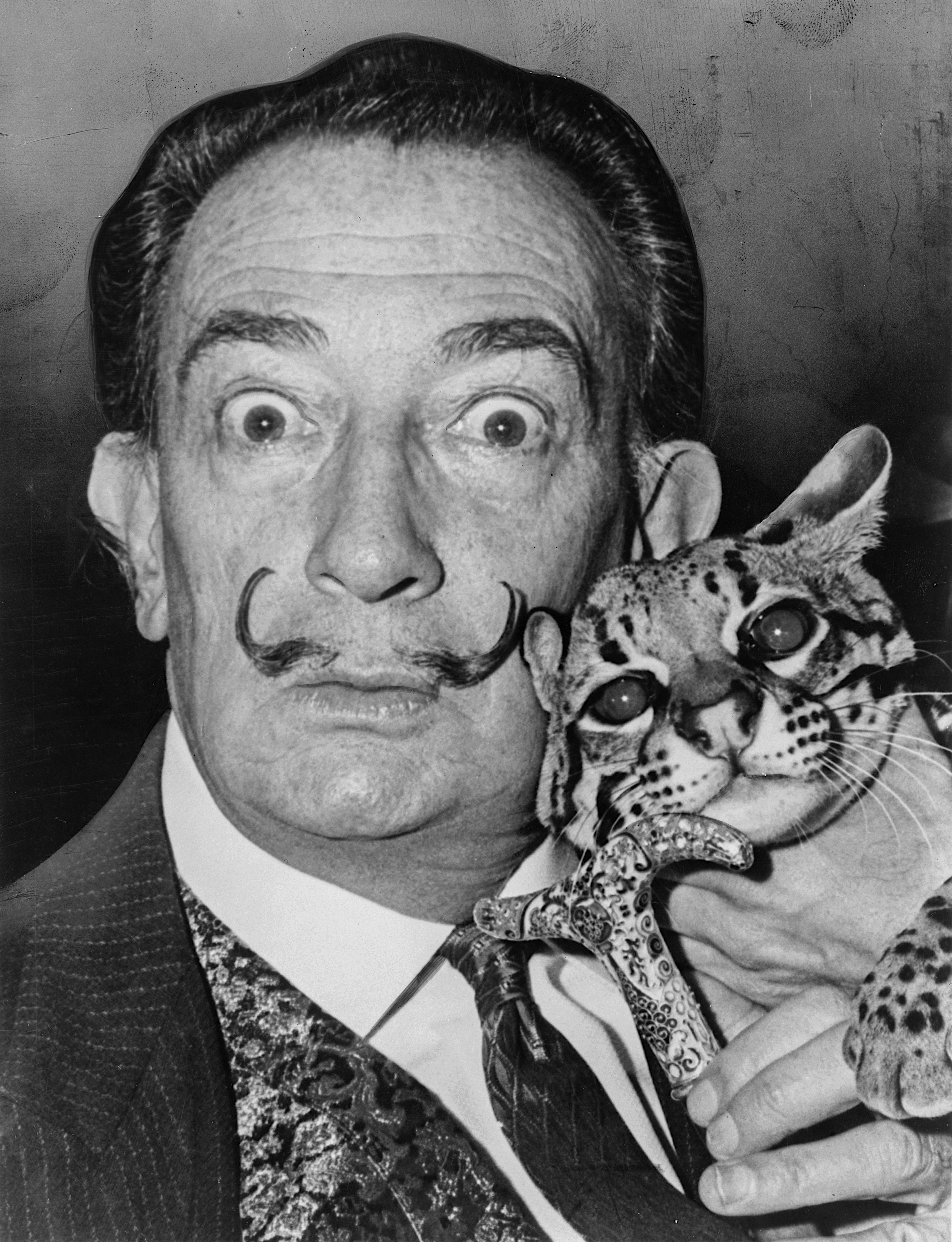
Salvador Dalí (1904–1989)

- Dalian, Susan (* 1968), US-amerikanische Schauspielerin und Synchronsprecherin
- Dalianis, Chatzimichalis († 1828), griechischer Revolutionsführer des Griechischen Unabhängigkeitskrieges und Kommandeur auf Kreta im Jahr 1828
- Dalibaltajan, Gurgen (1926–2015), sowjetischer Militärkommandeur und Generaloberst der Streitkräfte Armeniens
- Dalibard, Anne-Laure (* 1982), französische Mathematikerin
- Dalibard, Antoine (* 1983), französischer Radrennfahrer
- Dalibard, Barbara (* 1958), französische Ingenieurin und Wirtschaftsführerin
- Dalibard, Jean (* 1958), französischer Physiker
- Dalibard, Philippe (* 1958), französischer Radrennfahrer
- Dalibard, Thomas François (1703–1779), französischer Naturforscher
- Dalibor von Kozojedy († 1498), böhmischer Ritter
- Dalibray, Charles de Vion († 1652), französischer Dichter und Übersetzer
- Dalić, Martina (* 1967), kroatische Wirtschaftswissenschaftlerin und Politikerin
- Dalić, Zlatko (* 1966), jugoslawischer bzw. kroatischer Fußballspieler und -trainer
- Dalichau, Katharina (* 1970), deutsche Schauspielerin
- Dalichow, Bärbel (* 1953), deutsche Filmwissenschaftlerin, Autorin
- Dalichow, Irene (* 1953), deutsche Autorin und Journalistin
- Dalida (1933–1987), italienisch-französische Schlagersängerin und SchauspielerinDalida (1933–1987)

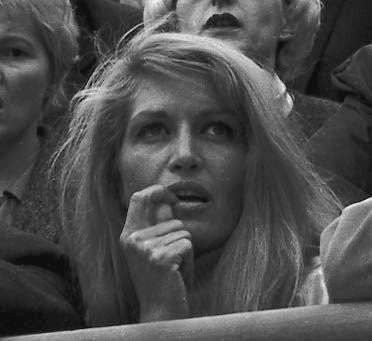
Dalida (1933–1987)

- Dalidowitsch, Sjarhej (* 1973), belarussischer Skilangläufer
- Daligault, Jean (1899–1945), französischer Geistlicher, Künstler und NS-Opfer

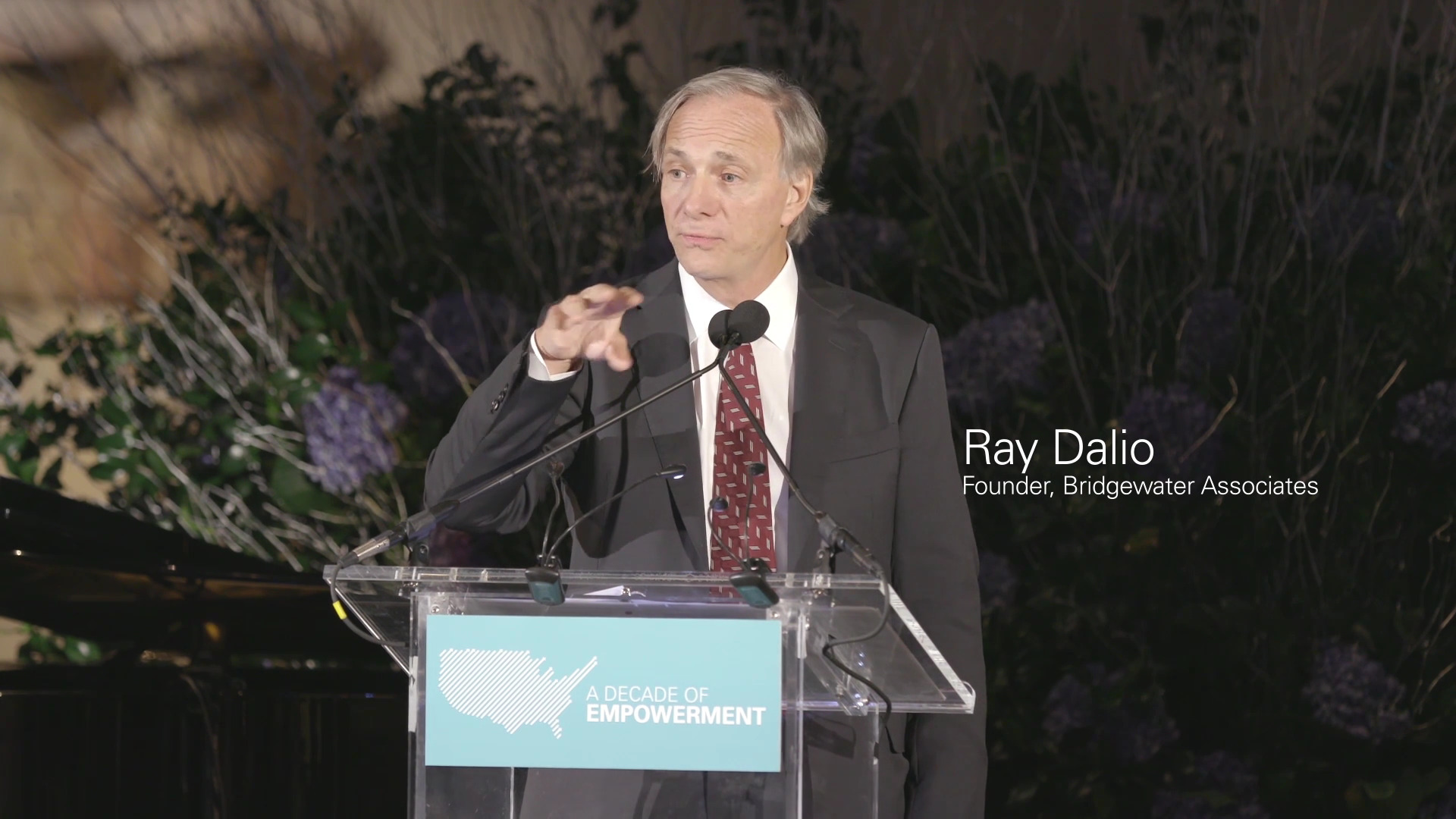
Ray Dalio (* 1949)

- Dalik, Hilde (* 1978), österreichische Schauspielerin
- Dalilah (1936–2001), spanische Bauchtänzerin
- Dalimier, Albert (1875–1936), französischer Politiker, Mitglied der Nationalversammlung und Minister
- Dalimil, tschechischer Chronist
- Dalin, Charlie (* 1984), französischer Hochseesegler
- Dalin, Kalle (* 1975), schwedischer Orientierungsläufer
- Dalin, Olof von (1708–1763), schwedischer Dichter, Schriftsteller, Satiriker und Historiker
- d’Alinge, Eugène (1819–1894), deutscher Beamter und Gefängnisdirektor der Strafanstalt Zwickau
- Dalinkevičius, Gediminas (* 1946), litauischer Politiker und Geiger
- Daliņš, Jānis (1904–1978), lettischer Geher
- Dalio, Marcel (1900–1983), französischer Schauspieler
- Dalio, Ray (* 1949), US-amerikanischer UnternehmerRay Dalio (* 1949)
- Daliot, Katrin (* 1978), österreichische Schauspielerin und Sprecherin
- Dalipagić, Dražen (1951–2025), jugoslawischer Basketballspieler
- Dalis, Fabrice (* 1967), französischer Opernsänger (Charaktertenor)
- Dalis, Irene (1925–2014), US-amerikanische Opernsängerin in den Stimmlagen Mezzosopran und Alt
- D’Alise, Giovanni (1948–2020), italienischer Geistlicher und römisch-katholischer Bischof von Caserta
- Dalitz, Friedrich Rudolf (1721–1804), deutscher Orgelbauer in Danzig
- Dalitz, Helmut (* 1962), deutscher Botaniker und Leiter der Hohenheimer Gärten
- Dalitz, Joachim (* 1951), deutscher Organist
- Dalitz, Morris Barney (1899–1989), US-amerikanischer Mobster, Inhaber des Dessert Inn
- Dalitz, Richard (1925–2006), australischer Physiker

### Dalk
- Dalke, Krisha (* 1986), deutscher Schauspieler und Musicalsänger
- Dalkılıç, Murat (* 1983), türkischer Popmusiker
- Dałkowska, Ewa (1947–2025), polnische Schauspielerin

### Dall
- Dall, Caroline Healey (1822–1912), US-amerikanische Autorin, Transzendentalistin und Sozialreformerin
- Dall, Curtis Bean (1896–1991), US-amerikanischer Börsenhändler und Politiker
- Dall, Gregor (1902–1966), deutscher Landwirt und Politiker (Zentrum, CDU), MdL
- Dall, John (1920–1971), US-amerikanischer Schauspieler
- Dall, Karl (1941–2020), deutscher Fernsehmoderator, Sänger, Schauspieler und KomikerKarl Dall (1941–2020)

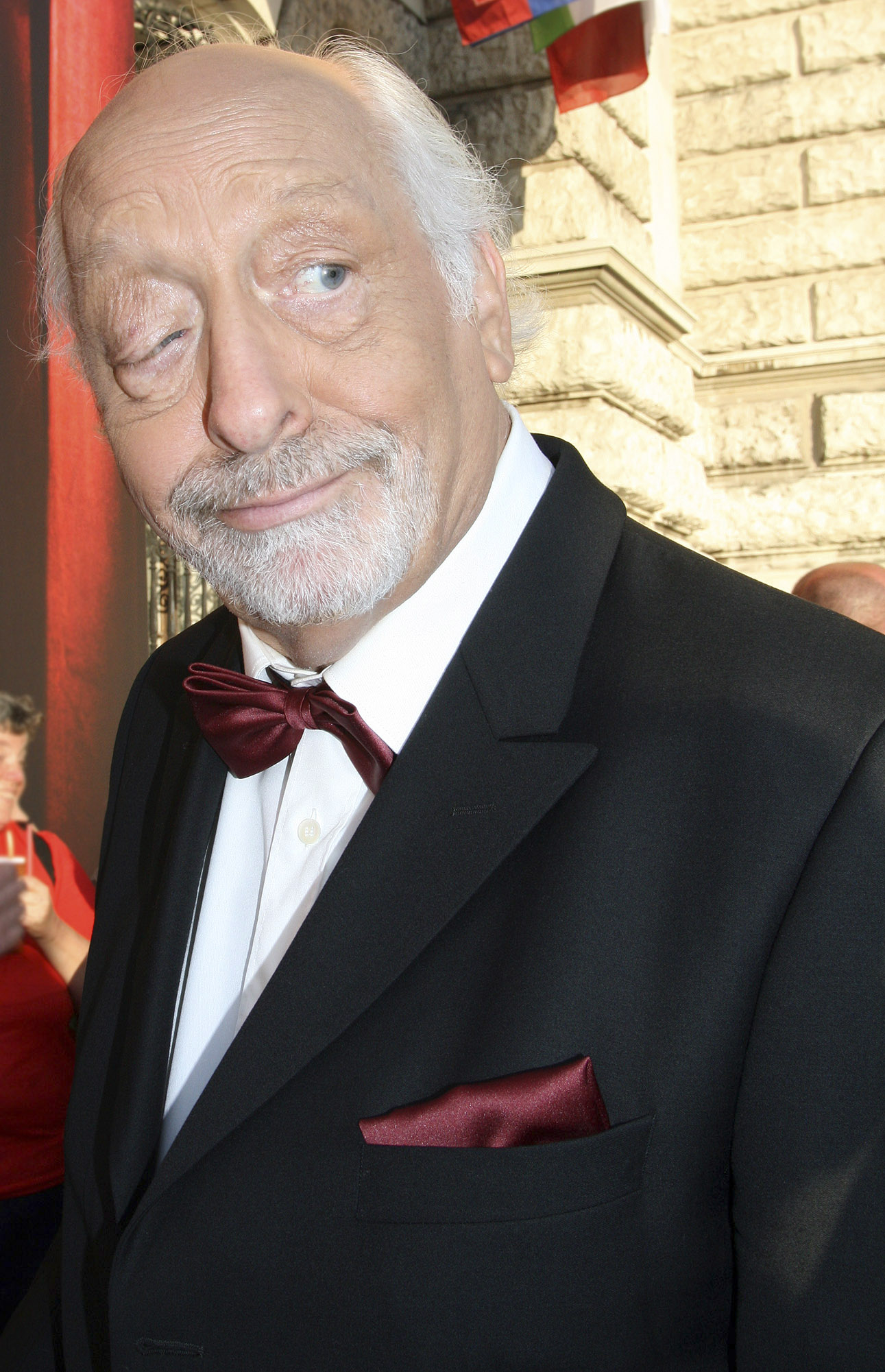
Karl Dall (1941–2020)

- Dall, Otto (* 1938), deutscher Ingenieur und Hochschullehrer
- Dall, Wilhelm (1850–1925), deutscher Verwaltungsjurist
- Dall, William Healey (1845–1927), US-amerikanischer Naturforscher, Paläontologe, Malakologe
- Dalla Barba, Gianfranco (1957–2024), italienischer Säbelfechter und Neurologe
- Dalla Bella, Domenico, italienischer Cellist und Komponist
- Dalla Bona, Luciano (* 1943), italienischer Radrennfahrer, Weltmeister im Radsport
- Dalla Bona, Samuele (* 1981), italienischer Fußballspieler
- Dalla Brida, Silvio (* 1962), deutscher Musiker und Komponist
- Dalla Casa, Girolamo († 1601), italienischer Komponist
- Dalla Chiesa, Carlo Alberto (1920–1982), italienischer Polizist
- Dalla Corte, Paula (* 2001), Schweizer Sängerin
- Dalla Costa, Elia (1872–1961), italienischer Kardinal der römisch-katholischen Kirche
- Dalla Costa, Lamberto (1920–1982), italienischer Bobfahrer
- Dalla Costa, Mariarosa (* 1943), italienische marxistisch-feministische Theoretikern, Mitbegründerin der Kampagne Lohn-für-Hausarbeit
- Dalla Costa, Melania (* 1988), italienisch-französische Schauspielerin, Drehbuchautorin und Filmemacherin
- Dalla Gostena, Giovanni Battista († 1598), italienischer Lautenist, Kapellmeister und Komponist
- Dalla Lana, Paul (* 1966), kanadischer Unternehmer und Autorennfahrer
- Dalla Porta, Celeste (* 1997), italienische Schauspielerin und Model
- Dalla Porta, Lorenzo (* 1997), italienischer Motorradrennfahrer
- Dalla Porta, Paolino (* 1956), italienischer Jazzbassist
- Dalla Rosa, Heinrich (1909–1945), österreichischer katholischer Priester und NS-Gegner
- Dalla Santa, Giuseppe (1950–2011), italienischer Comiczeichner

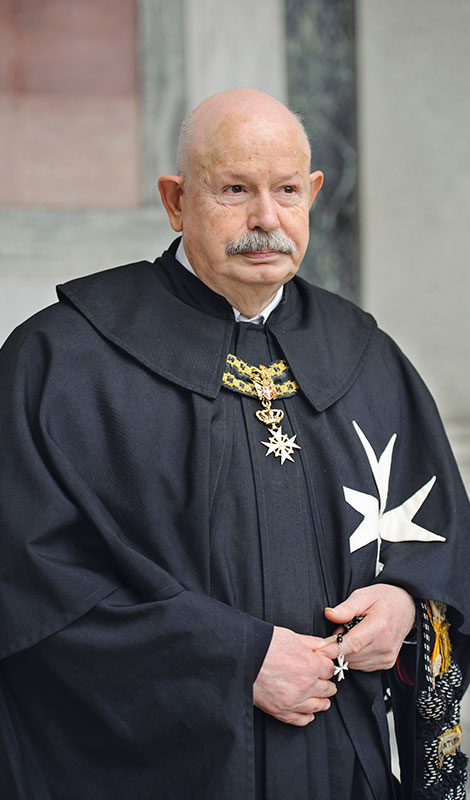
Giacomo Dalla Torre del Tempio di Sanguinetto (1944–2020)

- Dalla Torre del Tempio di Sanguinetto, Giacomo (1944–2020), italienischer Literaturwissenschaftler und Großmeister des MalteserordensGiacomo Dalla Torre del Tempio di Sanguinetto (1944–2020)
- Dalla Torre del Tempio di Sanguinetto, Giuseppe (1885–1967), italienischer Journalist, Chefredakteur des Osservatore Romano
- Dalla Torre del Tempio di Sanguinetto, Giuseppe (1943–2020), italienischer Rechtswissenschaftler
- Dalla Torre del Tempio di Sanguinetto, Paolo (1910–1993), italienischer Kunsthistoriker und Politiker
- Dalla Torre, Damian (* 1989), italienischer Jazzmusiker (Tenorsaxophon, Komposition)
- Dalla Torre, Karl Wilhelm von (1850–1928), österreichischer Biologe
- Dalla Valle, Franco (1945–2007), italienischer Ordensgeistlicher, römisch-katholischer Bischof von Juína
- Dalla Valle, Lauri (* 1991), finnischer Fußballspieler
- Dalla Valle, Manuela (* 1963), italienische Schwimmerin
- Dalla Valle, Nicolas (* 1997), italienischer Radrennfahrer
- Dalla Vecchia, Maria Berica (* 1952), italienische Tänzerin, Choreographin und Ballettlehrerin
- Dalla Vecchia, Wolfango (1923–1994), italienischer Komponist, Organist und Pädagoge
- dalla Zorza, Csaba (* 1970), italienische Köchin, Autorin, Fernsehmoderatorin und Verlegerin
- Dalla Zuanna, Claudio (* 1958), argentinischer Ordensgeistlicher, Erzbischof von Beira
- Dalla Zuanna, Vigilio Federico (1880–1956), Generalminister des Kapuzinerordens, Bischof von Carpi
- Dalla, Lucio (1943–2012), italienischer Musiker, Cantautore, Komponist und SchauspielerLucio Dalla (1943–2012)

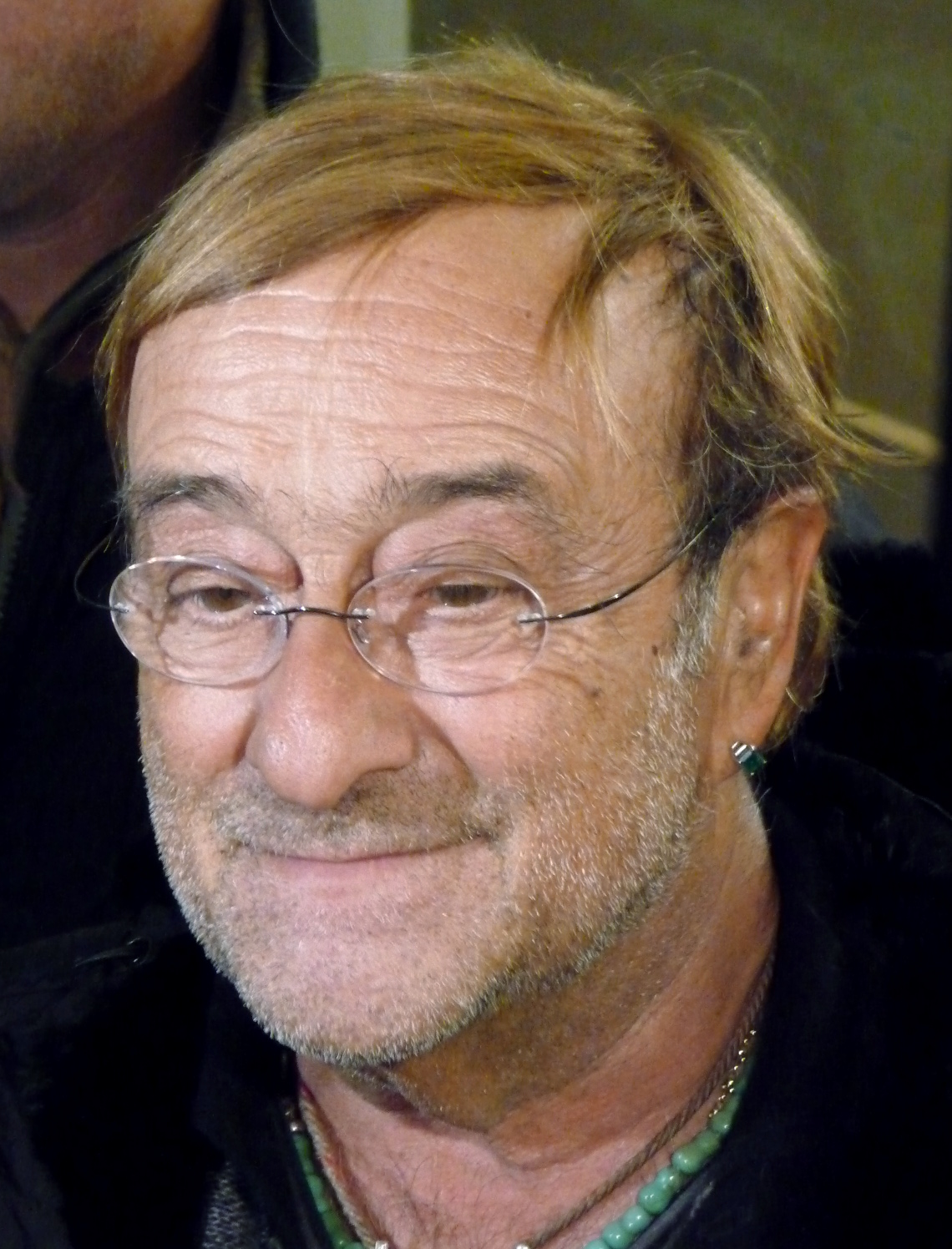
Lucio Dalla (1943–2012)

- Dall’Abaco, Evaristo Felice (1675–1742), italienischer Violinist, Cellist und Komponist
- Dall’Abaco, Joseph (1710–1805), italienischer Musiker und Komponist
- Dallach, Wolfgang (1951–2015), deutscher Konstrukteur, Kunstflieger und Unternehmer
- Dallager, John R. (* 1947), US-amerikanischer Offizier, Generalmajor der US Air Force
- Dallagio, Ino (1910–1999), italienischer Skispringer und Nordischer Kombinierer
- Dallaglio, Lawrence (* 1972), englischer Rugby-Union-Spieler
- Dall’Agnol, Claudia (* 1973), luxemburgische Politikerin und Sportfunktionärin
- Dallago, Carl (1869–1949), österreichischer Schriftsteller
- Dallagrazia, Eberhard (1937–2011), deutscher Fußballspieler
- Dallaire, Roméo (* 1946), kanadischer General, Kommandant der Blauhelmtruppen in Ruanda, Senator im kanadischen SenatRoméo Dallaire (* 1946)

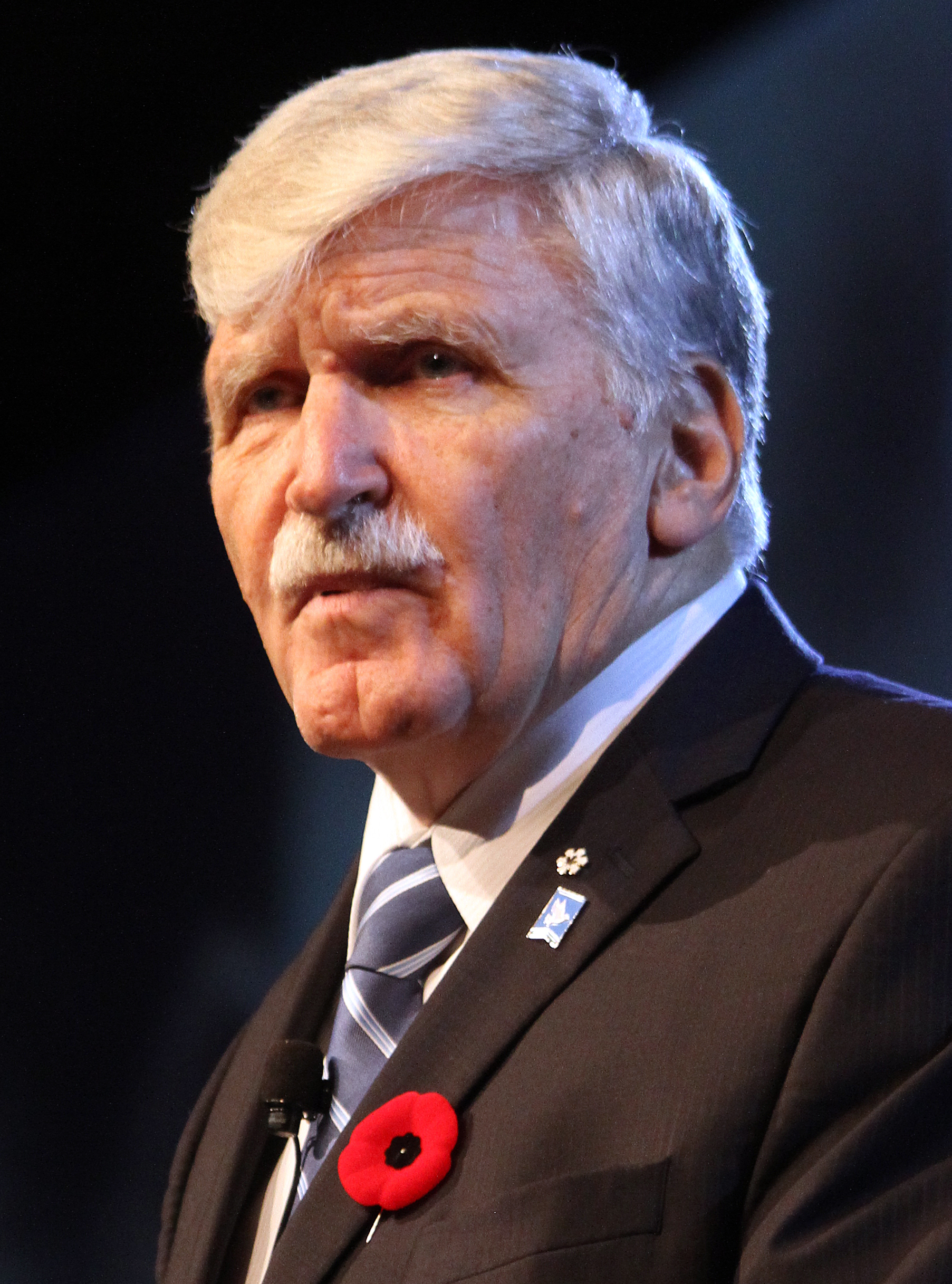
Roméo Dallaire (* 1946)

- Dallakjan, Anna (* 2001), armenische Fußballspielerin
- Dallamano, Massimo (1917–1976), italienischer Regisseur
- Dall’Anese, Gilbert, französischer Jazzmusiker (Saxophone, Orchesterleiter)
- Dallansky, Bruno (1928–2008), österreichischer Schauspieler
- Dall’Antonia, Tiziano (* 1983), italienischer Radrennfahrer
- Dallapè, Francesca (* 1986), italienische Wasserspringerin
- Dallapiazza, Michael (* 1954), deutsch-italienischer Germanist, Literaturwissenschaftler
- Dallapiccola, Armin (* 1955), österreichischer Schauspieler
- Dallapiccola, Luigi (1904–1975), italienischer Komponist
- Dallapiccola, Natalia (1927–2008), italienische Aktivistin der Fokolar-Bewegung
- Dallapozza, Adolf (* 1940), österreichischer Opern-, Operetten- und Musicalsänger (Tenor)
- Dall’Aquila, Marco, italienischer Komponist und Lautenist der Renaissance
- Dall’Ara, Franco (* 1933), italienischer Endurosportler
- Dallara, Gian Paolo (* 1936), italienischer Autokonstrukteur
- Dall’Ara, Renato (1925–1982), italienischer Dokumentarfilmer und Filmregisseur
- Dallara, Tony (* 1936), italienischer Sänger
- Dall’Armellina, Eric (* 1959), französischer Radrennfahrer
- Dall’Armi, Andreas Michael (1765–1842), Kaufmann, Bankier, Major
- Dallas Tamaira (* 1974), neuseeländischer Sänger
- Dallas Watkins, Maurine (1896–1969), US-amerikanische Reporterin und Drehbuchautorin
- Dallas, Alexander J. (1759–1817), US-amerikanischer Politiker
- Dallas, Bo (* 1990), US-amerikanischer Wrestler und SchauspielerBo Dallas (* 1990)

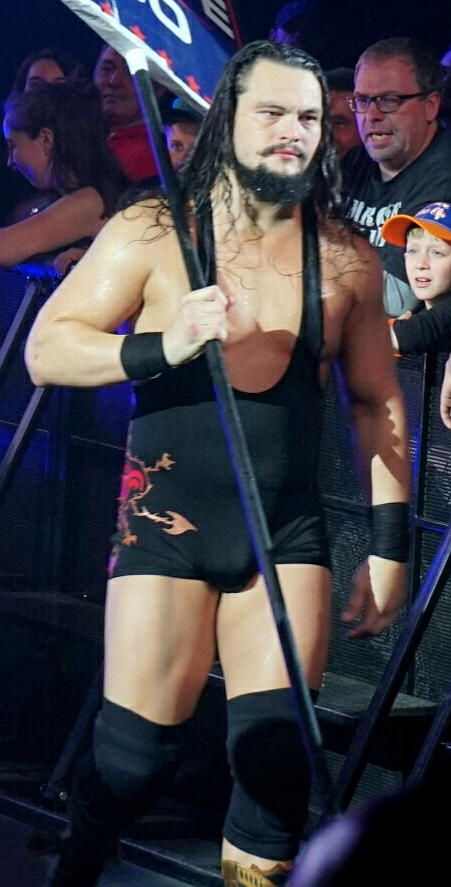
Bo Dallas (* 1990)

- Dallas, Cameron (* 1994), US-amerikanischer Schauspieler, Model und Internet-Persönlichkeit
- Dallas, David (* 1982), neuseeländischer Rapper und Hip-Hop-Sänger
- Dallas, George (1878–1961), britischer Politiker (Labour)
- Dallas, George M. (1792–1864), US-amerikanischer Politiker
- Dallas, Hilda (1878–1958), britische Künstlerin und Suffragette
- Dallas, Hugh (* 1957), schottischer Fußballschiedsrichter und -funktionär
- Dallas, Irene (1883–1971), britische Suffragette
- Dallas, Jacob A. (1824–1857), US-amerikanischer Holzschneider, Illustrator und Panoramenmaler
- Dallas, Joe (* 1954), US-amerikanischer Leiter von Genesis Counseling, einer Organisation der Ex-Gay-Bewegung
- Dallas, Josh (* 1978), US-amerikanischer SchauspielerJosh Dallas (* 1978)

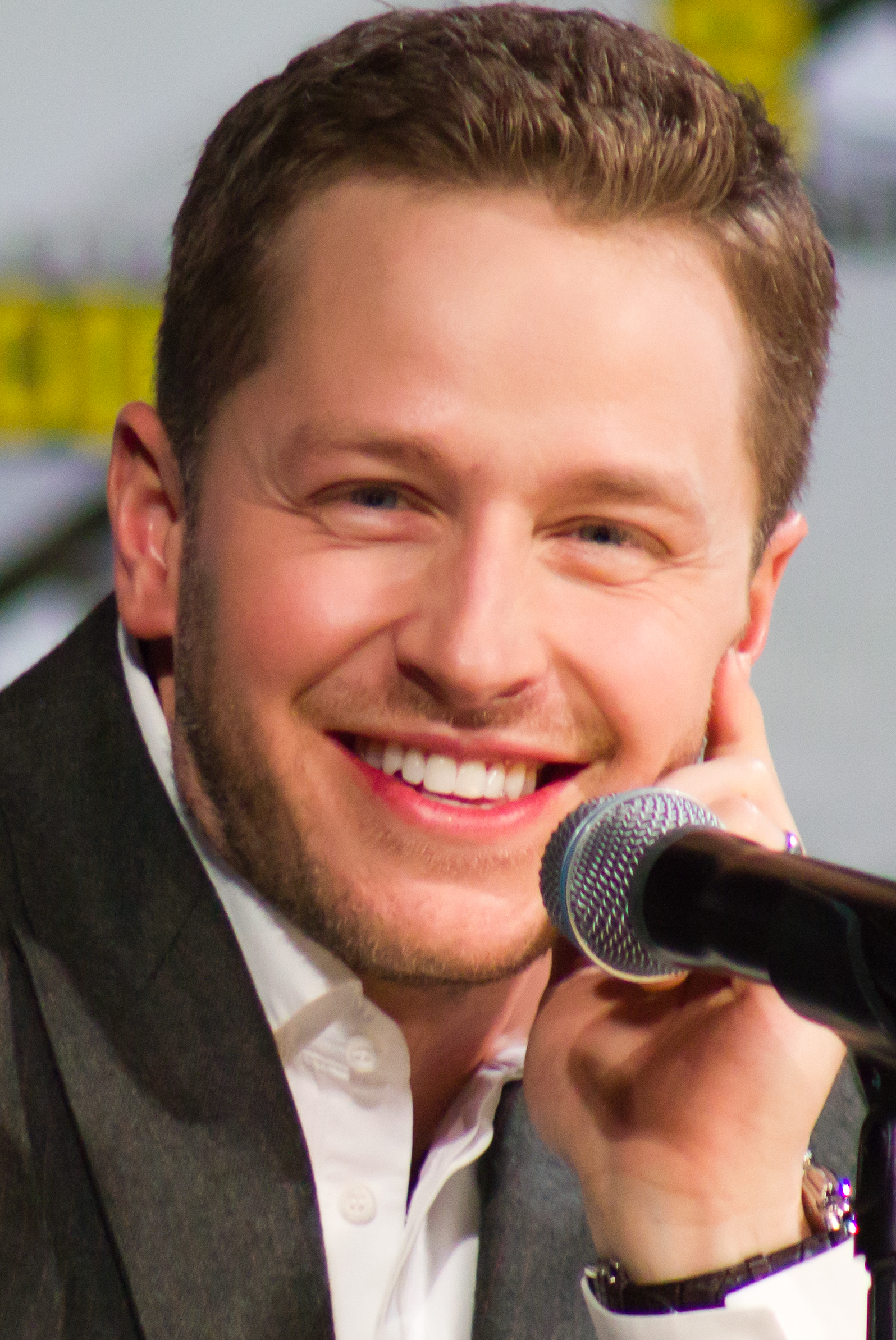
Josh Dallas (* 1978)

- Dallas, Mary Kyle (1830–1897), US-amerikanische Schriftstellerin und Lyrikerin
- Dallas, Matt (* 1982), US-amerikanischer Schauspieler
- Dallas, Othella (1925–2020), amerikanische Jazzsängerin und Tänzerin
- Dallas, Roderic (1891–1918), australischer Jagdflieger des Ersten Weltkrieges
- Dallas, Sonny (1931–2007), US-amerikanischer Jazz-Bassist und Musikpädagoge
- Dallas, Sophia (1798–1869), Second Lady der Vereinigten Staaten
- Dallas, Stuart (* 1991), nordirischer Fußballspieler
- Dall’Asta, Eberhard (1940–2024), deutscher Politiker (CDU), MdL
- Dallavalle, Andrea (* 1999), italienischer Leichtathlet
- Dalldorf, Gilbert (1900–1979), US-amerikanischer Virologe und Pathologe
- Dalldorf, Marie (1866–1938), deutsche Theater- und Stummfilmschauspielerin
- Dalle Aste, Franz (* 1820), österreichischer Opernsänger
- Dalle Donne, Maria (1778–1842), italienische Medizinerin
- Dalle Molle, Angelo (1908–2001), italienischer Unternehmer, Philanthrop und Mäzen
- Dalle Mura, Valentino (* 1996), deutscher Schauspieler
- Dalle Stelle, Michael (* 1990), italienischer Rennfahrer
- Dalle, Béatrice (* 1964), französische Schauspielerin
- Dalle, Brody (* 1979), australische Sängerin und GitarristinBrody Dalle (* 1979)

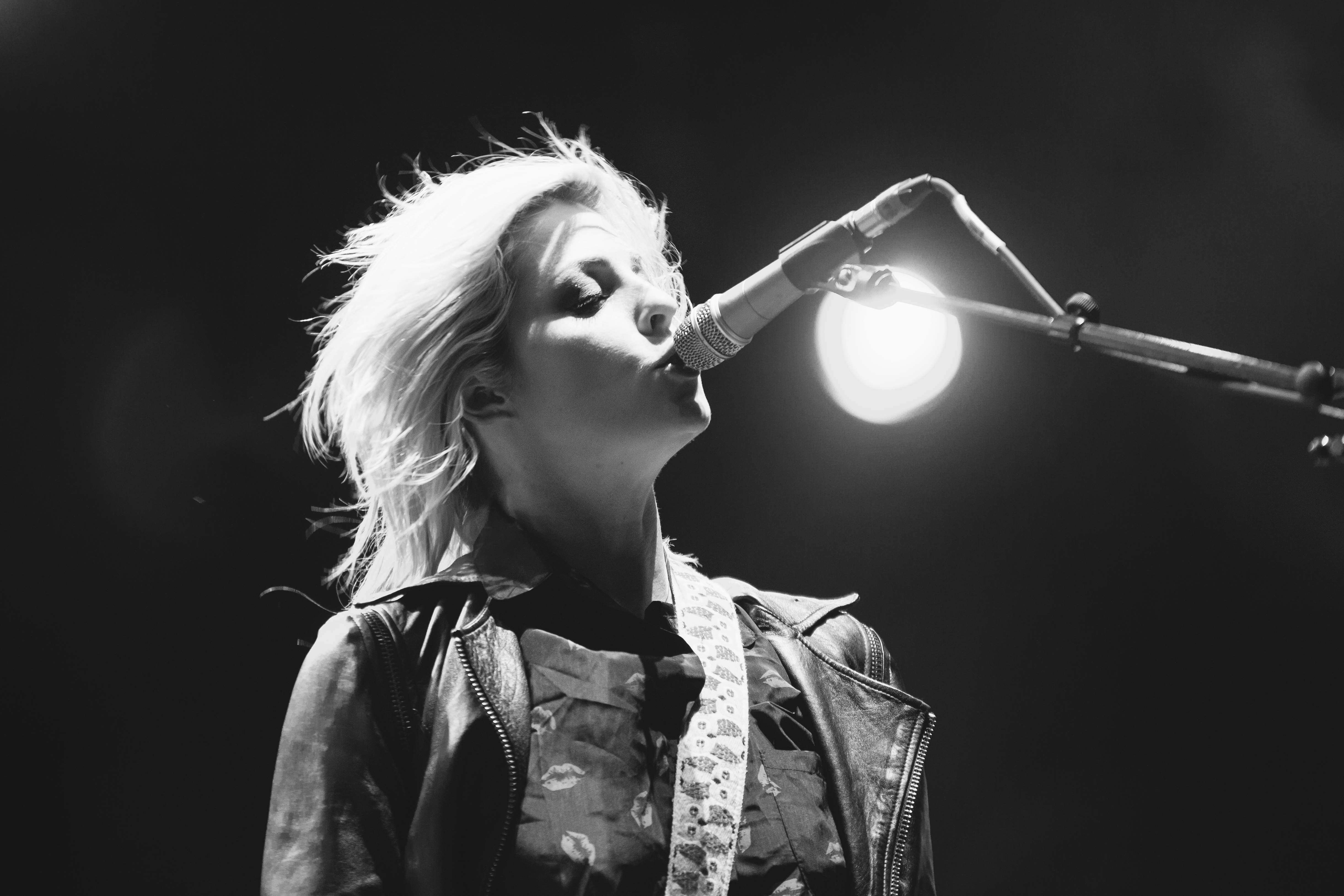
Brody Dalle (* 1979)

- D’Allègre, Paolo Lamberto (1751–1821), römisch-katholischer italienischer Geistlicher
- Dallek, Robert (* 1934), amerikanischer Historiker
- Dallemagne, Adolphe (* 1811), französischer Landschaftsmaler
- Dallemagne, Claude (1754–1813), französischer General der Infanterie
- Dällenbach, Chantal (* 1962), französisch-schweizerische Langstreckenläuferin
- Dällenbach, Lucien (1940–2025), Schweizer Literaturwissenschaftler
- Dallender, Jemma (* 1988), britische Schauspielerin
- Daller, Balthasar von (1835–1911), bayerischer katholischer Geistlicher, Lehrer und Abgeordneter
- Dallerès, Josep Enric (* 1949), andorranischer Schriftsteller
- Dallerup, Camilla (* 1974), dänische Tanzsportlerin
- Dallery, Thomas-Charles-Auguste (1754–1835), französischer Ingenieur
- Dallesandro, Joe (* 1948), US-amerikanischer SchauspielerJoe Dallesandro (* 1948)

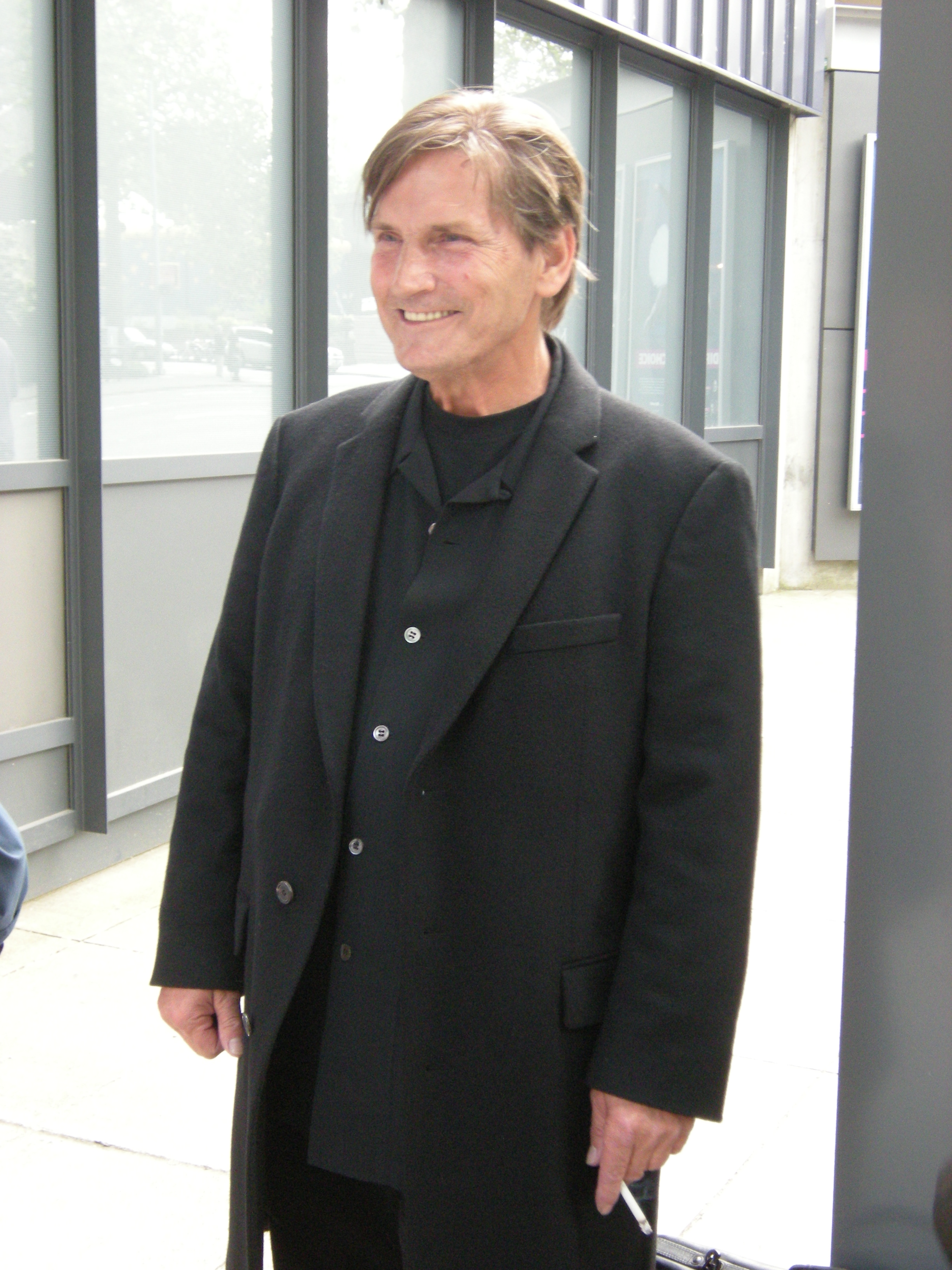
Joe Dallesandro (* 1948)

- Dallevedove, Jakob (* 1987), deutscher Fußballspieler
- Dalley, John (* 1935), US-amerikanischer Geiger
- Dalley, Richard (* 1957), US-amerikanischer Eiskunstläufer
- Dalli, Helena (* 1962), maltesische Politikerin (Partit Laburista)
- Dalli, Iona (* 1994), maltesische Sängerin
- Dalli, John (* 1948), maltesischer Politiker
- Dalli, Miriam (* 1976), maltesische Politikerin (Partit Laburista), MdEP
- Dallibor, Klaus (* 1936), deutscher Medizinjournalist
- Dallier, Henri (1849–1934), französischer Komponist und Organist
- Dall’Igna, Luigi (* 1966), italienischer IngenieurLuigi Dall’Igna (* 1966)

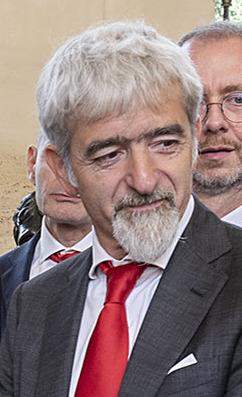
Luigi Dall’Igna (* 1966)

- Dälliker, Johann Rudolf (1694–1769), Schweizer Maler
- Dallimore, Liam (* 1996), neuseeländischer Eishockeyspieler
- Dallin, Alexander (1924–2000), US-amerikanischer Historiker
- Dallin, Cyrus (1861–1944), US-amerikanischer Bogenschütze
- Dallin, David J. (1889–1962), russischer Politiker, Publizist
- Dallin, Rudolph Matthias († 1743), schwedisch-deutscher Baumeister des Barock
- Dallinga, Thijs (* 2000), niederländischer Fußballspieler
- Dallinger, Alfred (1926–1989), österreichischer Politiker (SPÖ), Abgeordneter zum Nationalrat
- Dallinger, Claudia (* 1962), österreichische Schauspielerin, Sängerin und Musicaldarstellerin
- Dallinger, Frederick W. (1871–1955), US-amerikanischer Jurist und Politiker
- Dallinger, Fridolin (1933–2020), österreichischer Komponist und Musikpädagoge
- Dallinger, Gerhard (1940–2016), österreichischer Komponist, Kapellmeister und Chorleiter
- Dallinger, James (* 1985), neuseeländischer Ruderer
- Dallinger, Karl Heinz (1907–1997), deutscher Maler, Textil-, Mosaik- und Glaskünstler sowie Hochschullehrer
- Dallinger, Matthias (1897–1979), österreichischer Bergmann, Politiker (ÖVP), Landtagsabgeordneter und -präsident
- Dallinger, Maximilian (* 1996), deutscher Sportschütze
- Dallinger, Reinhard (* 1950), österreichischer Biologe
- Dallinger, Sigmund (1876–1939), deutscher Maler
- Dallinger, Stefan (* 1962), deutscher Politiker (CDU), Verbandsdirektor des Verbandes Region Rhein-Neckar
- d’Allio, Paolo (1655–1729), italienischer Stuckateur
- Dallis, Nicholas Peter (1911–1991), US-amerikanischer Psychiater und Comicautor
- Dalliu, Ibrahim (1878–1952), albanischer muslimischer Geistlicher, Publizist und Unterstützer der nationalen Bewegung
- Dallku, Armend (* 1984), albanischer Fußballspieler
- Dallman, Kevin (* 1981), kasachisch-kanadischer Eishockeyspieler
- Dallmann, Christian-Friedrich (* 1955), deutscher Hornist und Pianist
- Dallmann, Eduard (1830–1896), deutscher Walfänger, Entdecker und Polarforscher
- Dallmann, Elfriede (1917–2005), deutsche Politikerin (NDPD), MdV
- Dallmann, Fritz (1923–1999), deutscher SED-Funktionär, MdV, Vorsitzender der VdgB
- Dallmann, Gerhard (1926–2022), deutscher Pastor und Schriftsteller
- Dallmann, Günter (1911–2009), deutsch-schwedischer Journalist, Publizist, Lyriker, Übersetzer, Sprachlehrer
- Dallmann, Hans-Ulrich (* 1959), deutscher Theologe, Hochschullehrer, Präsident der Hochschule Ludwigshafen/Rhein
- Dallmann, Heinrich (1799–1868), deutscher Landwirt und Abgeordneter
- Dallmann, Herbert (1909–1996), deutscher Mathematiker und Hochschullehrer
- Dallmann, Jonas-Philipp (* 1969), deutscher Schriftsteller
- Dallmann, Jörg (* 1979), deutscher Eisschnellläufer

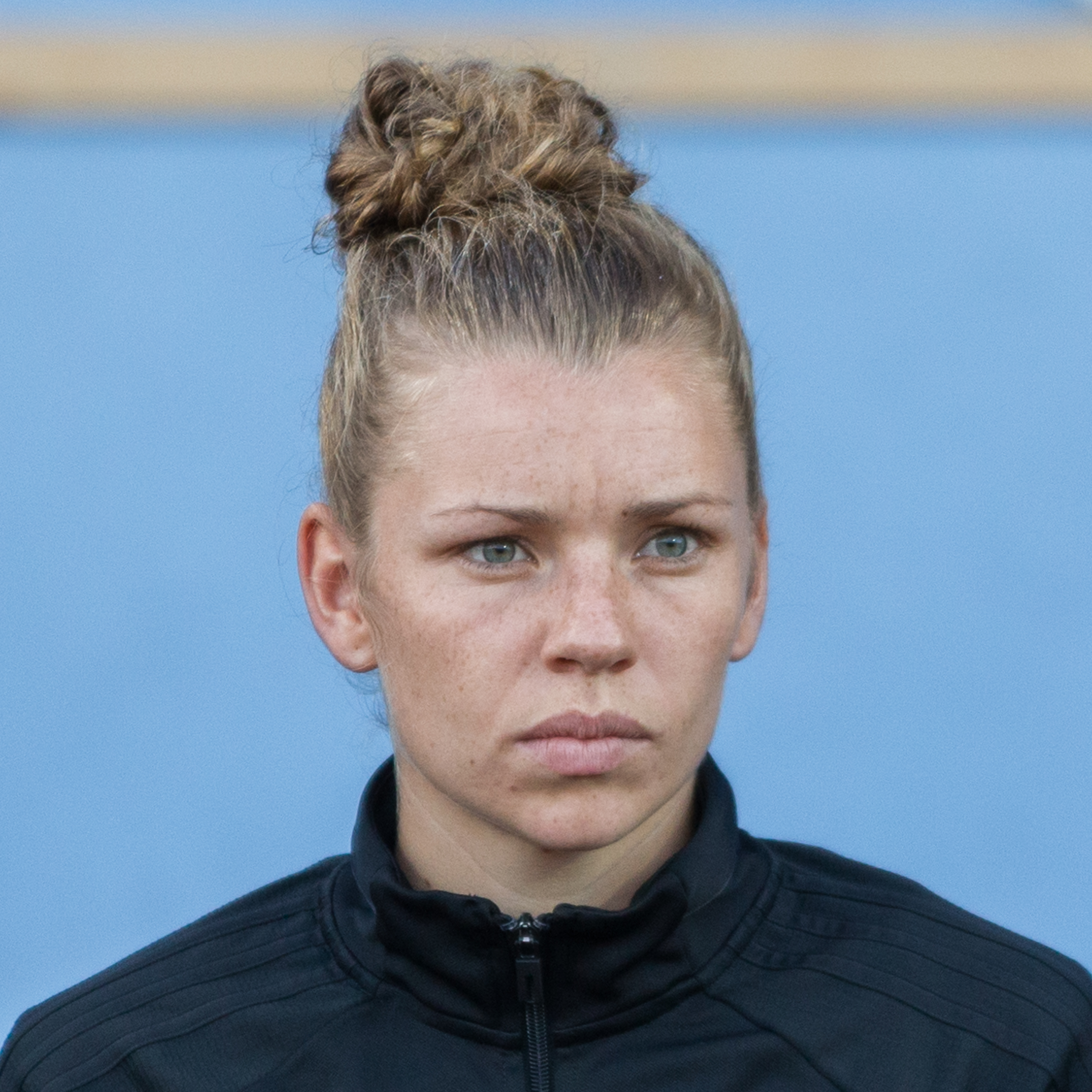
Linda Dallmann (* 1994)

- Dallmann, Jule (* 1998), deutsche Fußballspielerin
- Dallmann, Linda (* 1994), deutsche FußballspielerinLinda Dallmann (* 1994)
- Dallmann, Pauline (* 1998), deutsche Fußballspielerin
- Dallmann, Petra (* 1978), deutsche Schwimmerin
- Dallmann, Siegfried (1915–1994), deutscher Politiker (NSDAP, NDPD, FDP), Abgeordneter der Volkskammer und NDPD-Funktionär
- Dallmann, Wolfgang (1924–2008), deutscher Organist, Kirchenmusiker und Dozent
- Dallmayr, Alois, deutscher Unternehmer
- Dallmayr, Horst (1927–2012), deutscher Germanist, Schriftsteller, Drehbuchautor, Filmregisseur und Filmproduzent
- Dallmeier, Martin (* 1946), deutscher Historiker und Archivar
- Dallmeier, Uwe (1924–1985), deutscher Bühnen- und Filmschauspieler
- Dallmer, Franz (* 1867), deutscher Politiker (DNVP), MdL
- Dallmer, Hans-Georg (* 1942), deutscher Eiskunstläufer
- Dallmer, Leopold von (1827–1901), preußischer Generalleutnant
- Dallmer, Viktor (1852–1936), preußischer General der Infanterie
- Dallmeyer, Harm (1942–1983), deutscher Politiker (CDU), MdL, MdB
- Dallmeyer, John Henry (1830–1883), deutsch-britischer Optiker und Unternehmer
- Dallmeyer, Madeleine (* 1980), deutsche Filmregisseurin
- Dallner, Edith (1940–2016), österreichische Bildhauerin, Malerin und Keramikerin
- Dallner-Malmros, Grete (1905–1991), österreichische Textilkünstlerin
- Dallo, Boris (* 1994), französischer Basketballspieler
- Dallo, Charles Désiré Noël Laurent (* 1955), ivorischer Politiker
- Dall’Occa, Antonio (1763–1846), italienischer Kontrabass-Virtuose
- Dall’Oglio, Domenico († 1764), italienischer Violinist und Komponist der Frühklassik
- Dall’Oglio, Luca (* 1999), Schweizer Unihockeyspieler
- Dall’Oglio, Ottorino, italienischer Motorradrennfahrer
- Dall’Oglio, Paolo (* 1954), italienischer Jesuit und IslamwissenschaftlerPaolo Dall’Oglio (* 1954)

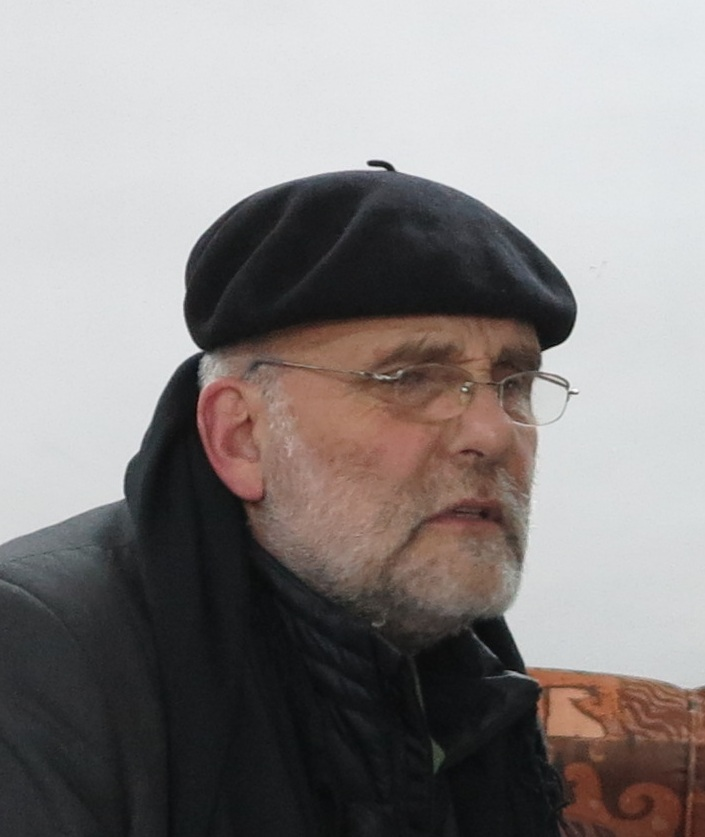
Paolo Dall’Oglio (* 1954)

- Dall’Olio, Cesare (1849–1906), italienischer Komponist und Musikpädagoge
- Dall’Olio, Giambattista (1739–1823), italienischer Musikhistoriker und Organist
- Dalloz, Marie-Christine (* 1958), französische Politikerin, Mitglied der Nationalversammlung
- Dallstream, Kiersten (* 1988), US-amerikanische Fußballspielerin
- Dallwitz, Burkhard von (* 1959), deutsch-australischer Komponist von Filmmusik
- Dallwitz, Carl Otto von (1791–1872), sächsischer Oberst und Ehrenbürger
- Dallwitz, Günther von (1838–1910), preußischer Verwaltungsbeamter
- Dallwitz, Johann Carl Friedrich von (1742–1796), Geheimrat, Domdechant und Prälat des Hochstifts Meißen
- Dallwitz, Johann von (1855–1919), deutscher Politiker
- Dallwitz, Sigismund von (1803–1882), deutscher Jurist und Politiker, MdFN
- Dallwitz, Sigismund von (1829–1906), deutscher Politiker, MdR, Gutsbesitzer
- Dallwitz, Yoliswa von (* 1975), deutsch-südafrikanische bildgestaltende Kamerafrau und Dozentin
- Dally, Ortwin (* 1969), deutscher Klassischer Archäologe
- Dally, Rainer (* 1942), deutscher Jurist und Präses der Landessynode der Pommerschen Evangelischen Kirche
- Dally, Volker (* 1961), deutscher evangelischer Theologe und Direktor der Leipziger Mission
- Dally, William (1908–1996), US-amerikanischer Ruderer
- Dally, William J. (* 1960), US-amerikanischer Computeringenieur

### Dalm
- Dalm, Quinten van (* 1972), niederländischer Badmintonspieler
- Dalma, Alfons (1919–1999), kroatisch-österreichischer Journalist
- Dalma, Sergio (* 1964), spanischer Popsänger
- Dalmage, Heather (* 1965), US-amerikanische Soziologin und Hochschullehrerin
- Dalmais, Paul-Pierre-Yves (1917–1994), französischer römisch-katholischer Ordensgeistlicher und Erzbischof von N’Djaména
- Dalman, Drew (* 1998), US-amerikanischer American-Football-Spieler
- Dalman, Gustaf (1855–1941), deutscher protestantischer Theologe, Alttestamentler und Palästinaforscher
- Dalman, Johan (* 1960), schwedischer evangelisch-lutherischer Theologe, Bischof von Strängnäs
- Dalman, Johan Wilhelm (1787–1828), schwedischer Arzt und Entomologe
- Dalman, Joseph (1882–1944), deutscher Drehbuchautor
- Dalmann, Johannes (1823–1875), deutscher Wasserbaumeister für den Hamburger Hafen
- Dalmao, Julio (* 1940), uruguayischer Fußballspieler
- Dalmao, Leo (* 1969), philippinischer Ordensgeistlicher und römisch-katholischer Prälat von Isabela
- Dalmao, Miguel (1951–2014), uruguayischer General
- Dalmas, Raymond de (1862–1930), französischer Ornithologe und Arachnologe
- Dalmás, Susana (1948–2012), uruguayische Politikerin
- Dalmas, Yannick (* 1961), französischer AutomobilrennfahrerYannick Dalmas (* 1961)

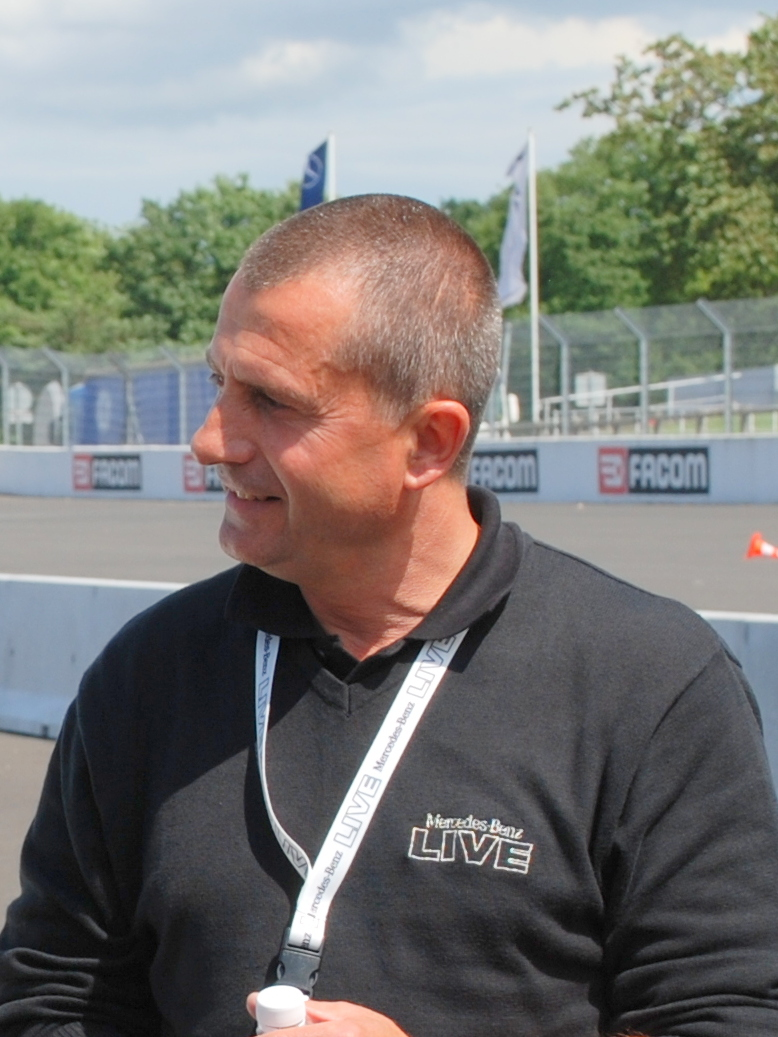
Yannick Dalmas (* 1961)

- Dalmasso, Gian Giacomo (1907–1981), italienischer Comicautor
- Dalmasso, Lucia (* 1997), italienische Snowboarderin
- Dalmat, Stéphane (* 1979), französischer Fußballspieler
- Dalmat, Wilfried (* 1982), französischer Fußballspieler
- Dalmata, Giovanni, dalmatinischer Bildhauer
- Dalmatin, Antun († 1579), kroatischer protestantischer Autor, Übersetzer und Herausgeber
- Dalmatin, Jurij († 1589), protestantischer Übersetzer der Bibel ins Slowenische
- Dalmatin, Karlo (* 1980), kroatischer Poolbillardspieler
- Dalmatius, römischer Politiker, Caesar des Römischen Reiches und Neffe Konstantins des Großen
- Dalmatius, Flavius, Konsul und Zensor unter seinem Halbbruder Konstantin dem Großen
- Dalmau de Raset (1383–1451), Kanoniker der Kathedrale von Girona
- Dalmau, Custo (* 1959), spanischer Modedesigner
- Dalmau, Gregorio Adam (1893–1961), venezolanischer römisch-katholischer Geistlicher, Bischof von Valencia en Venezuela
- Dalmau, Lluís († 1460), katalanischer Maler
- Dalmazzo, Lorenzo (1886–1959), italienischer Generalleutnant
- d’Almeida, Aníbal (1898–1959), portugiesischer Springreiter
- D’Almeida, Naiel Santiago (* 1986), são-toméischer Sprinter
- D’Almeida, Ralphina († 2017), gambische Medizinerin, Lehrerin und Politikerin
- Dalmeri, Giampaolo (* 1952), italienischer Geologe und Paläoanthropologe
- Dalmero, Arnovis (* 2000), kolumbianischer Leichtathlet
- Dalmolen, Johanna (1912–2008), niederländische Sprinterin
- Dalmond, Pierre (1800–1847), französischer Ordensgeistlicher und römisch-katholischer Apostolischer Präfekt von Madagaskar
- Dalmonico, Carl (1850–1923), österreichischer Schauspieler, Theaterregisseur, Autor und Übersetzer
- Dalmorès, Charles (1871–1939), französischer Opernsänger (Tenor)
- Dalmose, Christian (* 1968), dänischer Handballspieler und -trainer
- Dalmus, Klaus (* 1964), deutscher Fußballspieler

### Daln
- Dalnoki, Jenő (1932–2006), ungarischer Fußballspieler und -trainer

### Dalo
- D’Alò, Enzo (* 1953), italienischer Regisseur von Animationsfilmen
- Dalokay, Vedat (1927–1991), türkischer Politiker und Architekt
- Dalos, György (* 1943), ungarischer Schriftsteller und Historiker
- Dalot, Diogo (* 1999), portugiesischer FußballspielerDiogo Dalot (* 1999)

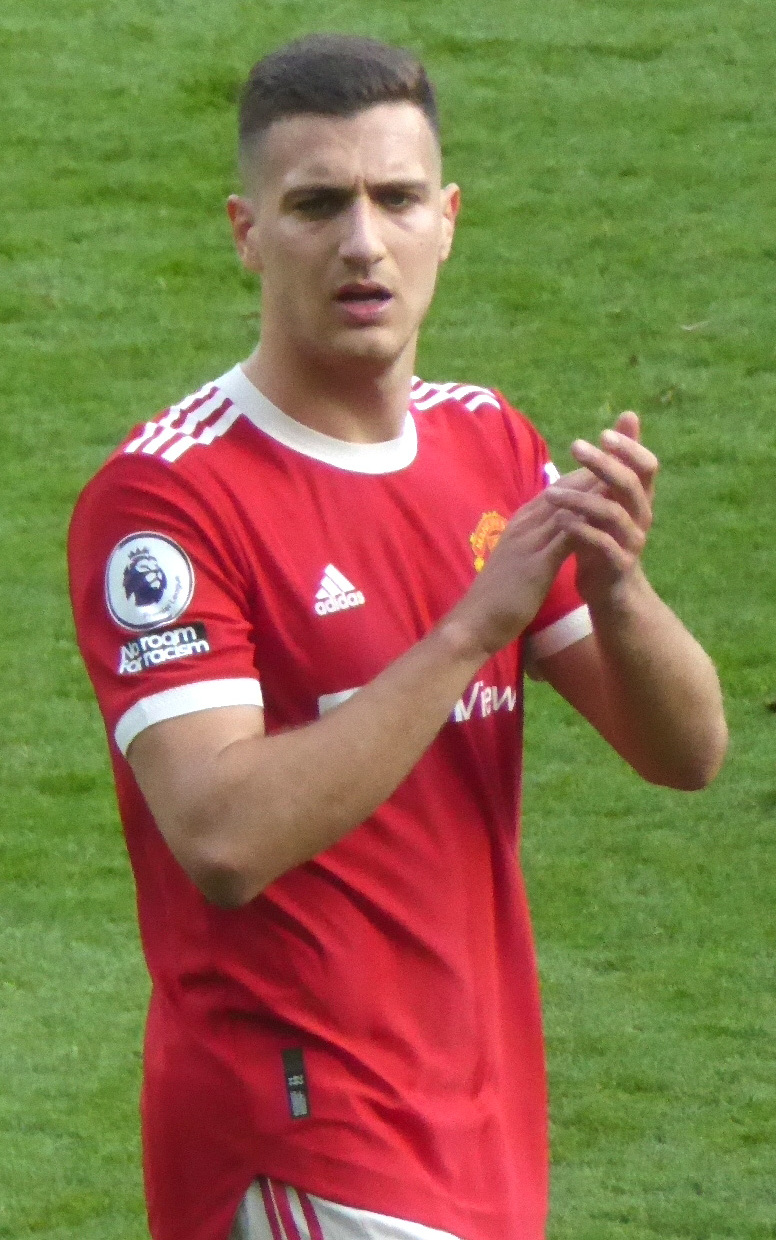
Diogo Dalot (* 1999)

- Dalou, Jules (1838–1902), französischer Bildhauer
- Đalović, Radomir (* 1982), montenegrinischer Fußballspieler und -trainer
- Daloz, Lucien (1930–2012), römisch-katholischer Geistlicher, Theologe und Erzbischof von Besançon

### Dalp
- Dalp, Johann Felix Jacob († 1851), Schweizer Verleger
- Dalpalan (* 1966), südkoreanischer Filmkomponist
- Dalpe, Zac (* 1989), kanadischer Eishockeyspieler
- Dalpethado, Dilipa, sri-lankischer Fußballspieler
- Dalphond, Pierre J. (* 1954), kanadischer Politiker, Bundessenator
- Dalpiaz, Claus (* 1971), österreichischer EishockeyspielerClaus Dalpiaz (* 1971)

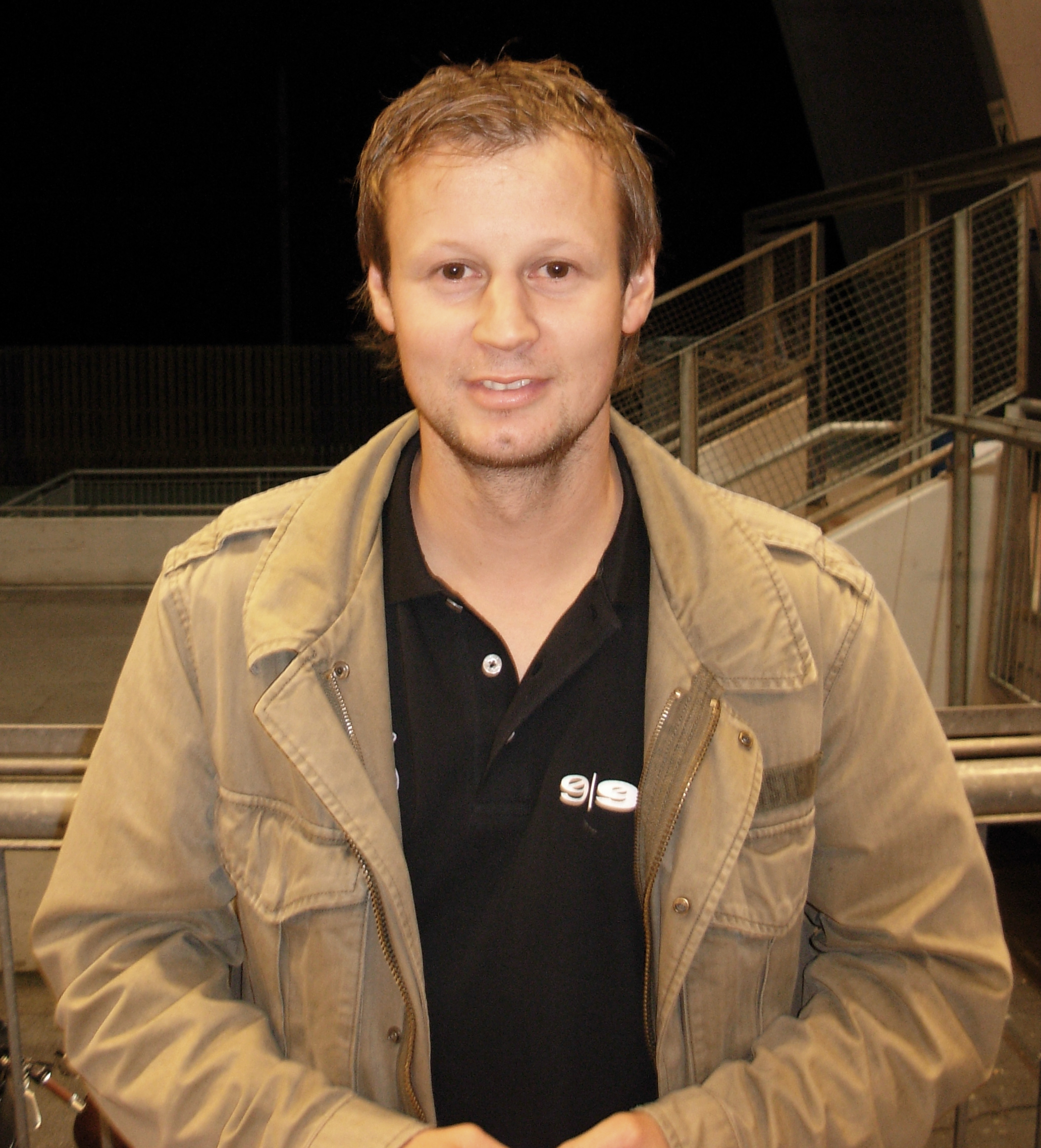
Claus Dalpiaz (* 1971)

- Dalpra, Mario (* 1960), österreichischer Künstler

### Dalq
- Dalquest, Walter W. (1917–2000), US-amerikanischer Paläontologe und Mammaloge

### Dalr
- Dalrymple, Alexander (1737–1808), schottischer Geograph
- Dalrymple, Brent (* 1937), US-amerikanischer Geophysiker
- Dalrymple, Dolly (1808–1864), erstes "Halbblut-Kind" einer Tasmanierin und eines Engländers
- Dalrymple, George (1826–1876), Entdeckungsreisender in Australien
- Dalrymple, Ian (1903–1989), britischer Filmproduzent, Drehbuchautor, Filmeditor und Filmregisseur
- Dalrymple, Jack (* 1948), US-amerikanischer Politiker
- Dalrymple, James, 1. Viscount of Stair (1619–1695), schottischer Rechtsanwalt und Politiker
- Dalrymple, John (1803–1852), englischer Augenarzt
- Dalrymple, John, 1. Earl of Stair (1648–1707), schottischer Jurist und Politiker
- Dalrymple, John, 14. Earl of Stair (* 1961), britischer Peer und Mitglied des House of Lords
- Dalrymple, John, 2. Earl of Stair (1673–1747), schottisch-britischer Offizier und Diplomat
- Dalrymple, John, 8. Earl of Stair (1771–1853), britischer Peer, Politiker und Offizier
- Dalrymple, Learmonth White (1827–1906), neuseeländische Pädagogin
- Dalrymple, Malcolm (* 1951), englischer Fußballspieler
- Dalrymple, Theodore (* 1949), britischer Schriftsteller und Essayist
- Dalrymple, William (* 1965), britischer Schriftsteller und Historiker
- Dalrymple-Champneys, Weldon (1892–1980), britischer Arzt im öffentlichen Gesundheitswesen

### Dals
- Dalsager, Poul (1929–2001), dänischer Politiker, Mitglied des Folketing und EG-Kommissar (1981–1985)
- Dalsass, Joachim (1926–2005), italienischer Politiker (Südtirol), MdEP
- Dalsass, Martin (* 1956), italienischer Koch und Fachbuchautor
- Dalsasso, Gustavo (* 1976), argentinisch-chilenischer Fußballspieler
- Dalser, Ida (1880–1937), erste Ehefrau des italienischen Diktators Benito Mussolini und Mutter des gemeinsamen Sohns Benito Albino
- Dalseth, Laila (* 1940), norwegische Jazzsängerin
- Dalsey, Adrian (1914–1994), US-amerikanischer Unternehmer, Mitgründer des Kurier-Unternehmens DHL
- Dalsgaard, Christen (1824–1907), dänischer Maler
- Dalsgaard, Henrik (* 1989), dänischer Fußballspieler
- Dalsgaard, Johan (* 1966), färinger Entertainer auf den Färöern
- Dalsgaard, Jonas, dänischer Basketballspieler
- Dalsgaard, Louise Juhl (* 1973), dänische Schriftstellerin
- Dalsgaard, Mille Maria (* 1980), dänische Schauspielerin, Regisseurin, Theaterleiterin und Intendantin
- Dalsgaard, Ruth (* 1912), dänische Badmintonspielerin
- Dalsgaard, Sven (1914–1999), dänischer Maler, Bildhauer und Konzeptkünstler
- Dalsheim, Friedrich (1895–1936), deutscher Jurist, Ethnologe, Naturforscher, Expeditionsleiter und Dokumentarfilmer
- Dalström, Hampus (1829–1882), finnischer Architekt
- Dalsum, Albert van (1889–1971), niederländischer Schauspieler und Theaterregisseur
- Dalsum, Joshua van (* 2003), deutscher Schauspieler
- Dalsum, Josine van (1948–2009), niederländische Schauspielerin und Drehbuchautorin

### Dalt
- Dalton, Abby (1932–2020), US-amerikanische Schauspielerin
- Dalton, Alfredo (1929–1998), argentinischer Tangosänger und -dichter
- Dalton, Andy (* 1987), US-amerikanischer American-Football-Spieler
- Dalton, Audrey (* 1934), irische Schauspielerin
- Dalton, Brad (* 1959), australischer Basketballspieler
- Dalton, Brett (* 1983), US-amerikanischer Schauspieler
- Dalton, Britain (* 2001), US-amerikanischer FilmschauspielerBritain Dalton (* 2001)

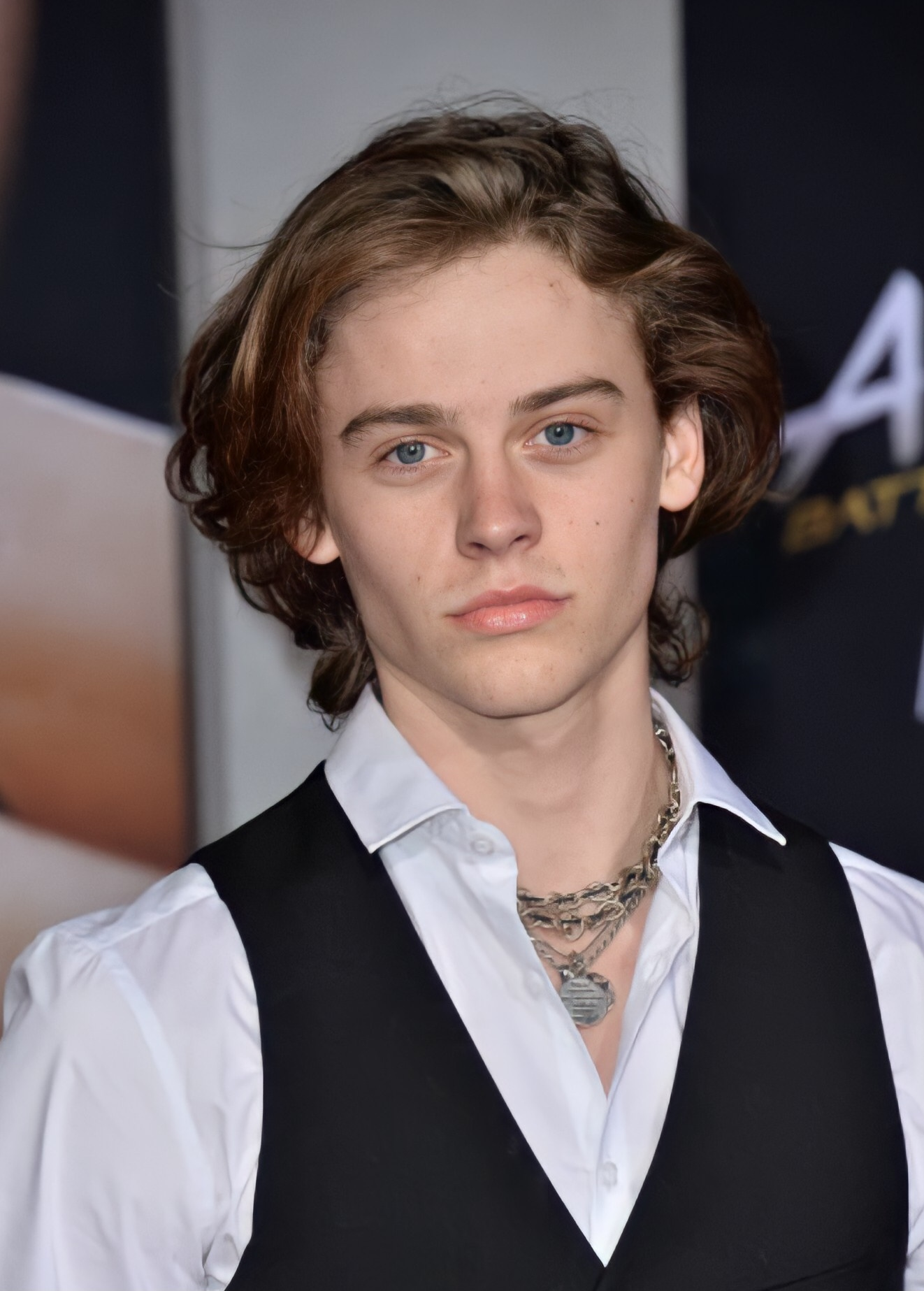
Britain Dalton (* 2001)

- Dalton, Burt, Spezialeffektkünstler
- Dalton, Charles (1850–1933), kanadischer Unternehmer und Politiker, Vizegouverneur von Prince Edward Island
- Dalton, Christopher (1946–2016), kanadischer Filmproduzent und Drehbuchautor
- Dalton, Darren (* 1965), US-amerikanischer Schauspieler und Drehbuchautor
- Dalton, Dorothy (1893–1972), US-amerikanische Schauspielerin
- d’Alton, Eduard (1737–1793), irischer General in kaiserlichen Diensten
- Dalton, Grant (* 1957), neuseeländischer Segler und Rennfahrer
- Dalton, Heidi (* 1995), südafrikanische Radrennfahrerin
- Dalton, Hermann (1833–1913), deutscher evangelisch-reformierter Geistlicher
- Dalton, Hugh (1887–1962), britischer Politiker, Mitglied des House of Commons
- Dalton, Jacob (* 1991), US-amerikanischer Turner
- Dalton, James W. (1913–1977), US-amerikanischer Ingenieur
- Dalton, John (1766–1844), englischer Naturforscher und LehrerJohn Dalton (1766–1844)

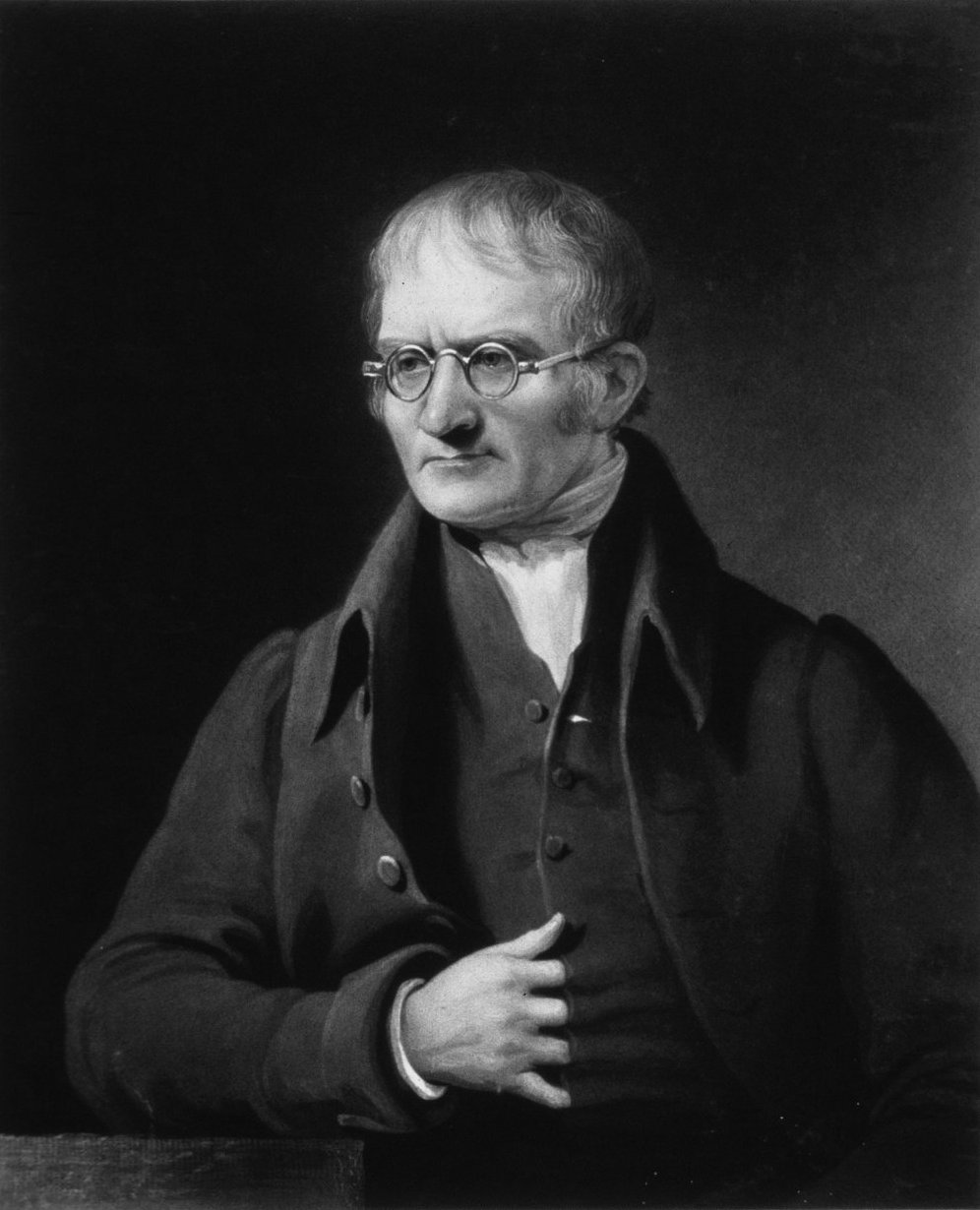
John Dalton (1766–1844)

- D’Alton, John (1882–1963), irischer Kardinal und Erzbischof von Armagh
- Dalton, John Call (1825–1889), US-amerikanischer Physiologe
- Dalton, John Howard (* 1941), US-amerikanischer Geschäftsmann und Politiker
- Dalton, John M. (1900–1972), US-amerikanischer Politiker
- Dalton, John N. (1931–1986), US-amerikanischer Politiker
- Dalton, Karen (1937–1993), US-amerikanische Folksängerin, Gitarre- und Banjospielerin
- Dalton, Kristen (* 1973), US-amerikanische Schauspielerin
- Dalton, Kristen (* 1986), US-amerikanische Schönheitskönigin, Miss USA 2009
- Dalton, Lacy J. (* 1946), US-amerikanische Country-Sängerin und Songwriterin
- Dalton, Larry R. (* 1943), US-amerikanischer Chemiker
- Dalton, Lezlie (* 1944), US-amerikanische Fernsehschauspielerin
- Dalton, Matt (* 1986), kanadisch-südkoreanischer Eishockeytorwart
- Dalton, Melvin (1906–1983), US-amerikanischer Hindernisläufer
- Dalton, Michele (* 1988), US-amerikanische Fußballtorhüterin
- Dalton, Ormonde Maddock (1866–1945), britischer Archäologe und Museumskurator
- Dalton, Patrick Joseph (1909–1969), irischer Ordensgeistlicher, römisch-katholischer Bischof von Yola
- Dalton, Phyllis (1925–2025), britische Kostümbildnerin
- Dalton, Ray (* 1990), US-amerikanischer Sänger
- Dalton, Rebecca (* 1989), kanadische Schauspielerin
- d’Alton, Richard (1732–1790), österreichischer General und Feldzeugmeister
- Dalton, Richard John (* 1948), britischer Diplomat
- Dalton, Robin (1920–2022), australische Literaturagentin, Filmproduzentin, Autorin und Person des öffentlichen Lebens
- Dalton, Roque (1935–1975), salvadorianischer Dichter und Journalist
- Dalton, Russell J. (* 1948), US-amerikanischer Politikwissenschaftler und Hochschullehrer
- Dalton, Ted (* 1882), englischer Fußballspieler
- Dalton, Thomas E. (* 1864), US-amerikanischer Pädagoge und Politiker
- Dalton, Timothy (* 1946), britischer SchauspielerTimothy Dalton (* 1946)

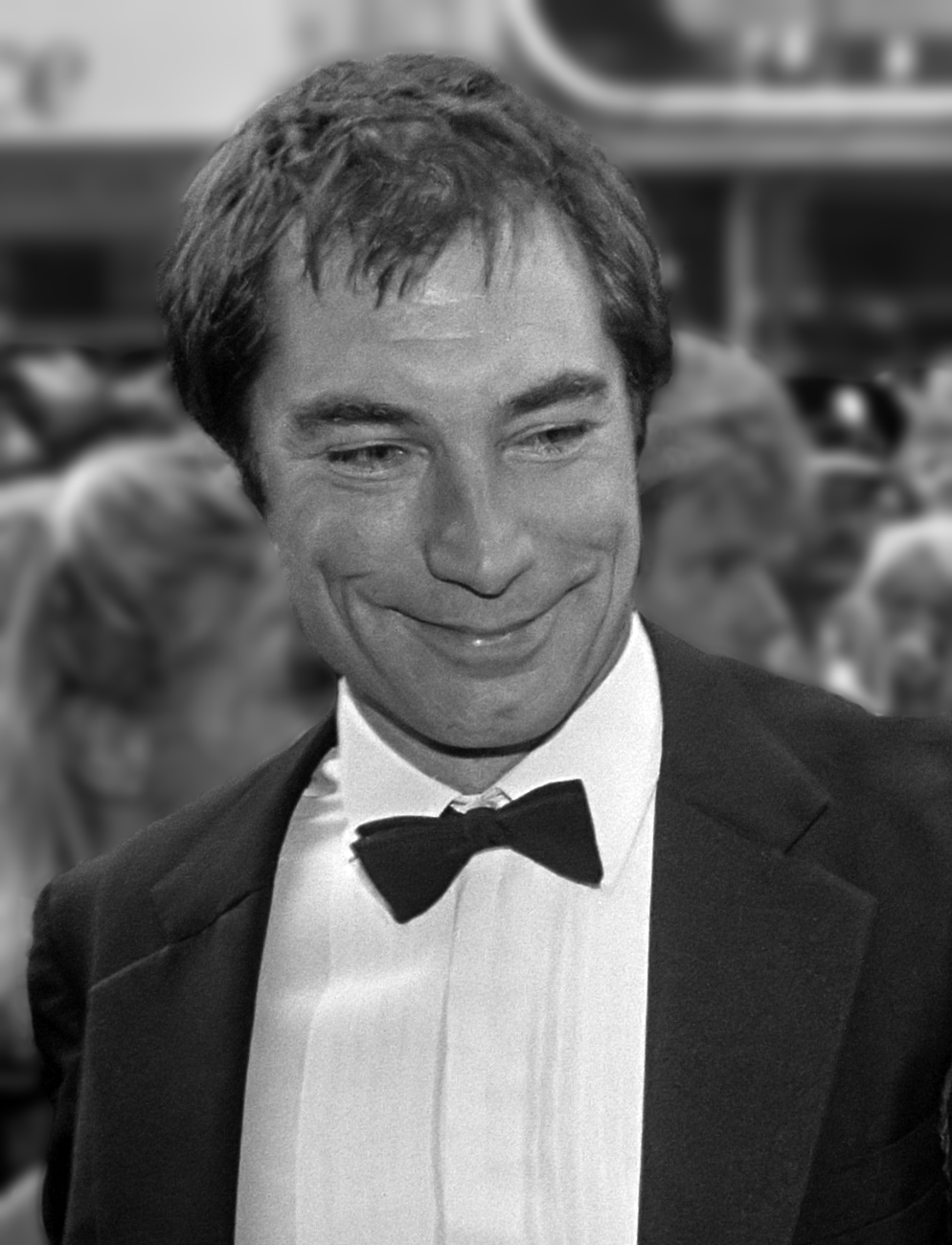
Timothy Dalton (* 1946)

- Dalton, Tony (* 1975), mexikanisch-US-amerikanischer Schauspieler
- Dalton, Tristram (1738–1817), US-amerikanischer Politiker
- Dalton, Walter H. (* 1949), US-amerikanischer Politiker
- Dalton, Warwick (* 1937), neuseeländischer Radrennfahrer
- Dalton-Morris, Leslie (1906–1976), britischer Offizier der Luftstreitkräfte des Vereinigten Königreichs
- d’Alton-Rauch, Richard (1867–1959), deutscher Offizier, zuletzt Generalmajor der Wehrmacht
- Daltrey, Roger (* 1944), britischer MusikerRoger Daltrey (* 1944)

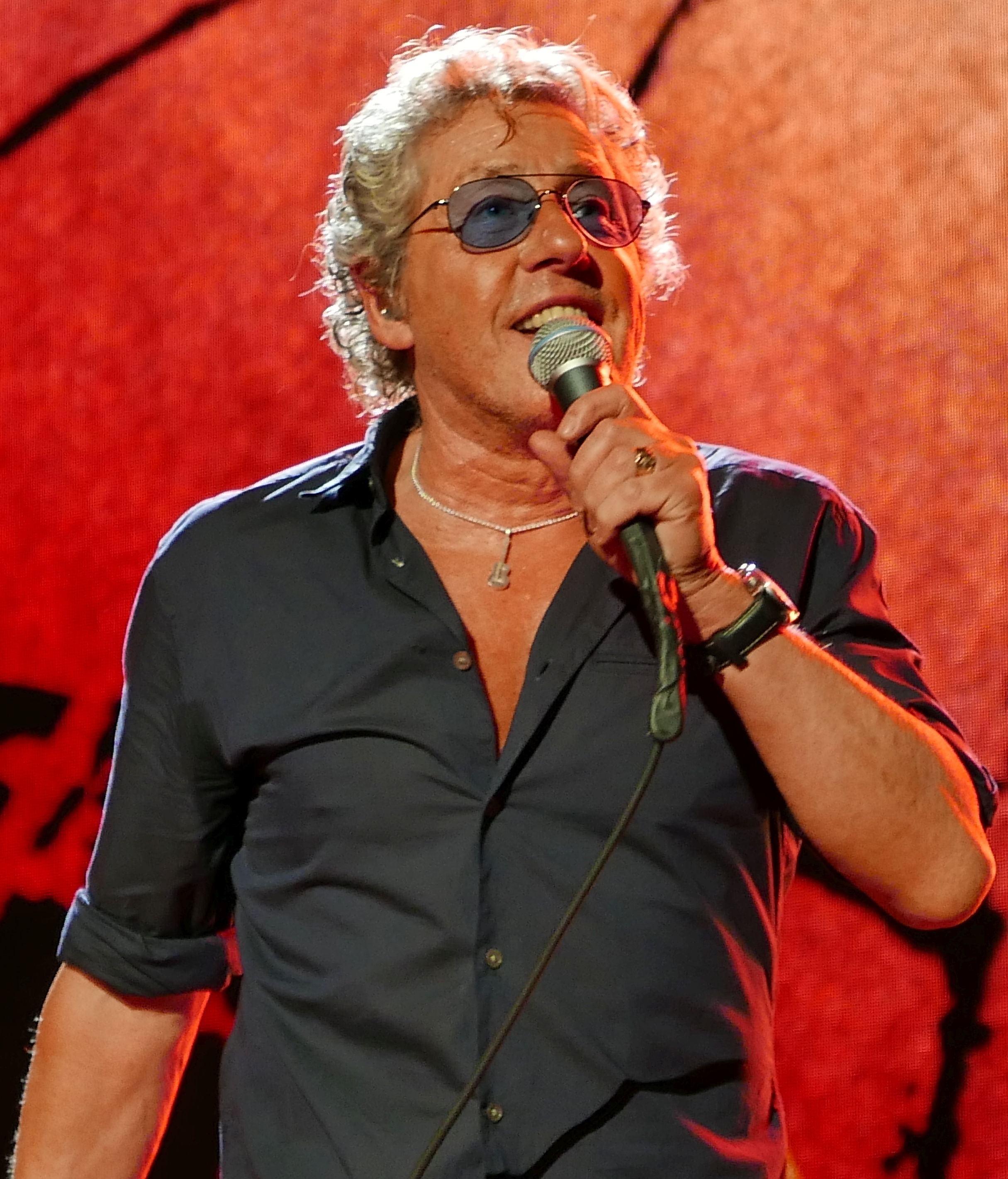
Roger Daltrey (* 1944)

- D’Altri, Arnold (1904–1980), Schweizer Bildhauer, Plastiker, Maler und Kunstpädagoge
- Daltrop, Georg (1932–2023), deutscher Klassischer Archäologe
- Daltrop, Philipp (1876–1957), deutscher Jurist
- D’Altrui, Giuseppe (1934–2024), italienischer Wasserballspieler und -trainer
- D’Altrui, Marco (* 1964), italienischer Wasserballspieler
- Daltschew, Atanas (1904–1978), bulgarischer Dichter, Kritiker und Übersetzer
- Daltschew, Ljubomir (1902–2002), bulgarischer Bildhauer

### Dalu
- Dalu, Damian (* 1955), tansanischer Geistlicher, römisch-katholischer Erzbischof von Songea
- Daluege, Erich (1895–1959), deutscher Landrat
- Daluege, Kurt (1897–1946), deutscher Politiker, MdR, MdL, SS-Oberstgruppenführer und Chef der Ordnungspolizei im Dritten ReichKurt Daluege (1897–1946)

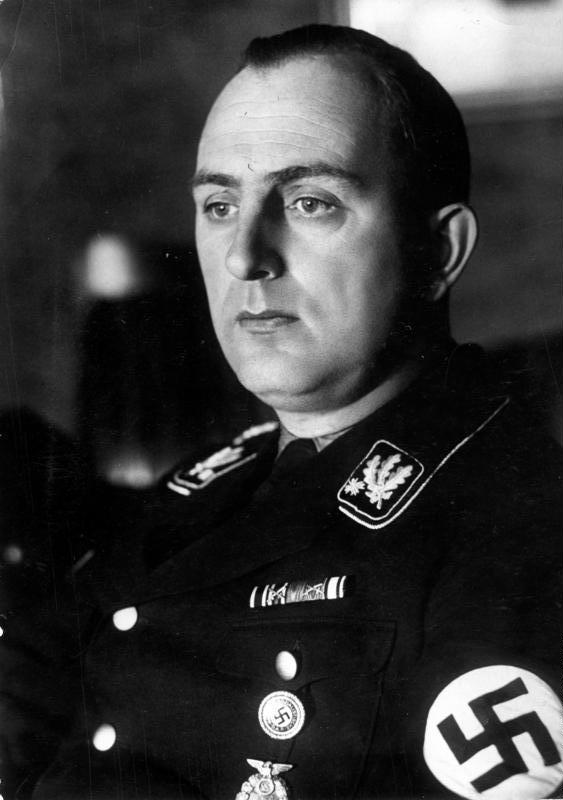
Kurt Daluege (1897–1946)

- Daluisio, Rodolfo (* 1952), argentinischer Komponist, Bandoneonist und Organist, Chorleiter und Musikpädagoge
- Dalunde, Jakop (* 1984), schwedischer Politiker (Miljöpartiet), MdEP
- Dalush, Ava (* 1989), britische Pornodarstellerin
- Dalusjan, Meline (* 1988), armenische Gewichtheberin

### Dalv
- Dalva, Robert (1942–2023), US-amerikanischer Filmeditor
- d’Alverny, Marie-Thérèse (1903–1991), französische Bibliothekarin und Mediävistin
- Dalvi, Datta, indischer Politiker
- D’Alvise, Chris (* 1986), kanadischer Eishockeyspieler
- Dalvit, José (1919–1977), italienischer Ordensgeistlicher, römisch-katholischer Bischof von São Mateus und Weihbischof in Belo Horizonte
- Dalvit, Oskar (1911–1975), Schweizer Maler

### Dalw
- Dalwig, Georg Ludwig Friedrich von (1762–1832), preußischer Generalmajor, Erbherr auf Miechowitz
- Dalwig, Georg Ludwig von (1725–1796), preußischer General
- Dalwig, Ludwig von (1800–1866), preußischer Generalmajor und Kommandeur der 17. Infanterie-Brigade
- Dalwigk zu Lichtenfels, Adolf von (1860–1924), preußischer Regierungspräsident
- Dalwigk zu Lichtenfels, Alexander Felix von (1776–1839), Hessen-kasselscher Offizier, Mitglied der Landstände in Waldeck
- Dalwigk zu Lichtenfels, Alexander von (1860–1941), deutscher Landrat, Mitglied des Provinziallandtages der Provinz Hessen-Nassau
- Dalwigk zu Lichtenfels, Franz Hubertus von (1830–1896), deutscher Rittergutsbesitzer und Politiker, MdR
- Dalwigk zu Lichtenfels, Franz Maria von (1876–1947), deutscher General der Kavallerie im Zweiten Weltkrieg
- Dalwigk zu Lichtenfels, Gottfried von (1868–1936), deutscher Seeoffizier, zuletzt Vizeadmiral der Reichsmarine
- Dalwigk zu Lichtenfels, Johann Friedrich von (1734–1810), Oberhofmarschall im Fürstentum Waldeck
- Dalwigk zu Lichtenfels, Johann Reinhart von (1667–1737), deutscher Jurist
- Dalwigk zu Lichtenfels, Reinhard von (1770–1844), Generalleutnant in der Hessen-kasselschen Armee, Gouverneur von Darmstadt
- Dalwigk, Caspar Friedrich von (1619–1675), Hofmeister des hessischen Landgrafen
- Dalwigk, Dietrich von († 1359), Fürstabt von Corvey
- Dalwigk, Elgar von (1827–1873), deutscher Verwaltungsbeamter
- Dalwigk, Franz Xaver von (1773–1833), bayerischer Generalmajor
- Dalwigk, Georg von (1738–1806), Generalleutnant, Gouverneur von Hanau
- Dalwigk, Karl Friedrich August von (1761–1825), nassauischer Oberappellationsgerichtspräsident
- Dalwigk, Rabe Ludwig von (1683–1754), hessischer Generalleutnant und Gouverneur
- Dalwigk, Reinhard Carl Friedrich von (1802–1880), hessischer Staatsmann
- Dalwigk, Reinhard von († 1369), Fürstabt von Corvey
- Dalwigk, Reinhard von († 1461), hessischer Ritter
- Dalwigk, Reinhard von (1818–1897), oldenburgischer Hofmarschall und Theaterintendant

### Daly
- Daly, Andrew (* 1971), US-amerikanischer Schauspieler und Komiker
- Daly, Brendan (1940–2023), irischer Politiker
- Daly, Cahal (1917–2009), irischer Geistlicher, Erzbischof von Armagh und Kardinal der römisch-katholischen Kirche, Primas von Irland
- Daly, Candice (1963–2004), US-amerikanische Schauspielerin
- Daly, Carroll John (1889–1958), US-amerikanischer Kriminalschriftsteller
- Daly, Charles P. (1816–1899), US-amerikanischer Richter, Politiker und Geograph
- Daly, Chuck (1930–2009), US-amerikanischer Basketballtrainer
- Daly, Claire (1958–2024), US-amerikanische Jazzmusikerin
- Daly, Clare (* 1968), irische PolitikerinClare Daly (* 1968)

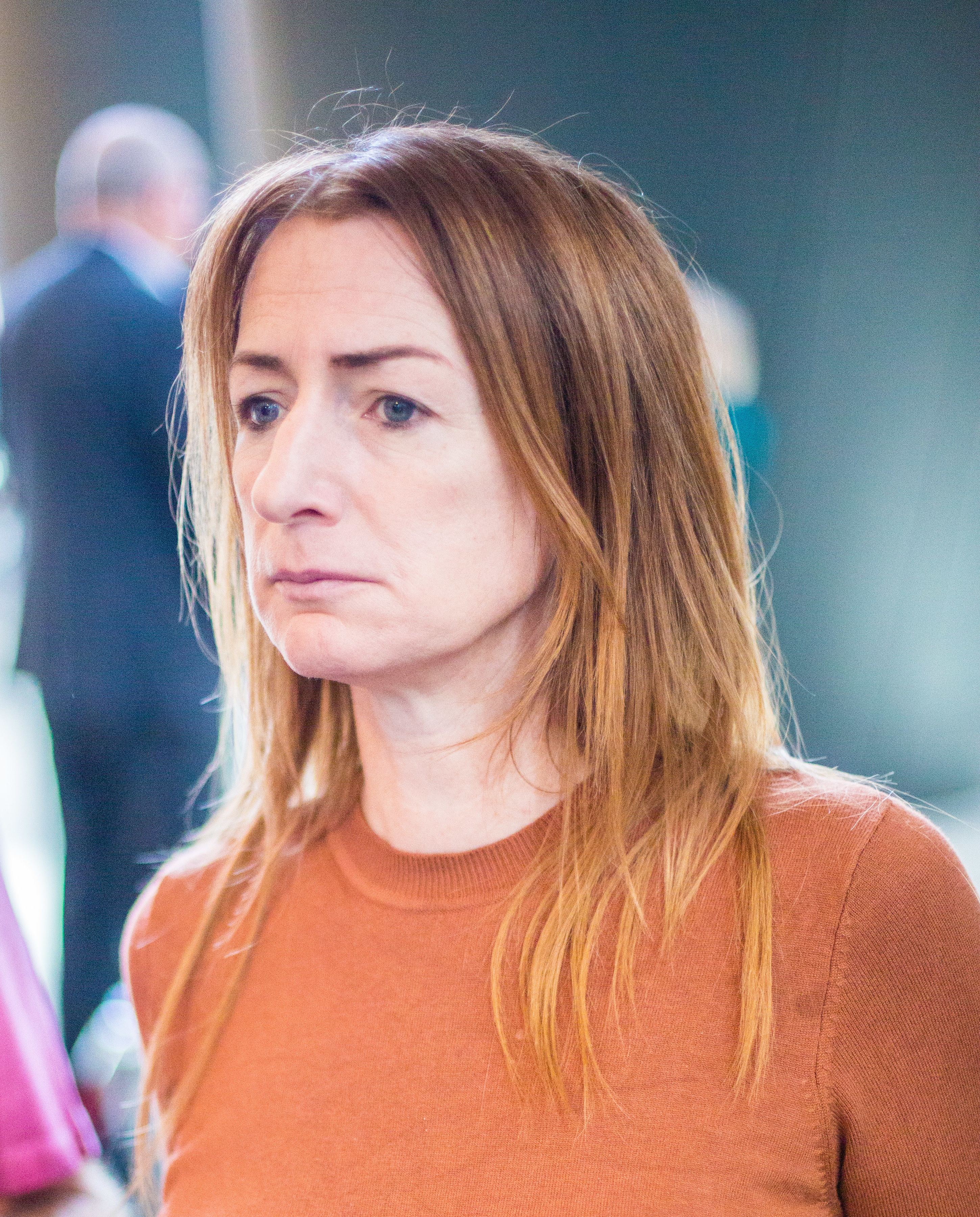
Clare Daly (* 1968)

- Daly, Conor (* 1991), US-amerikanischer Automobilrennfahrer
- Daly, Daniel (1873–1937), Sergeant Major des US Marine Corps
- Daly, Derek (* 1953), irischer AutorennfahrerDerek Daly (* 1953)

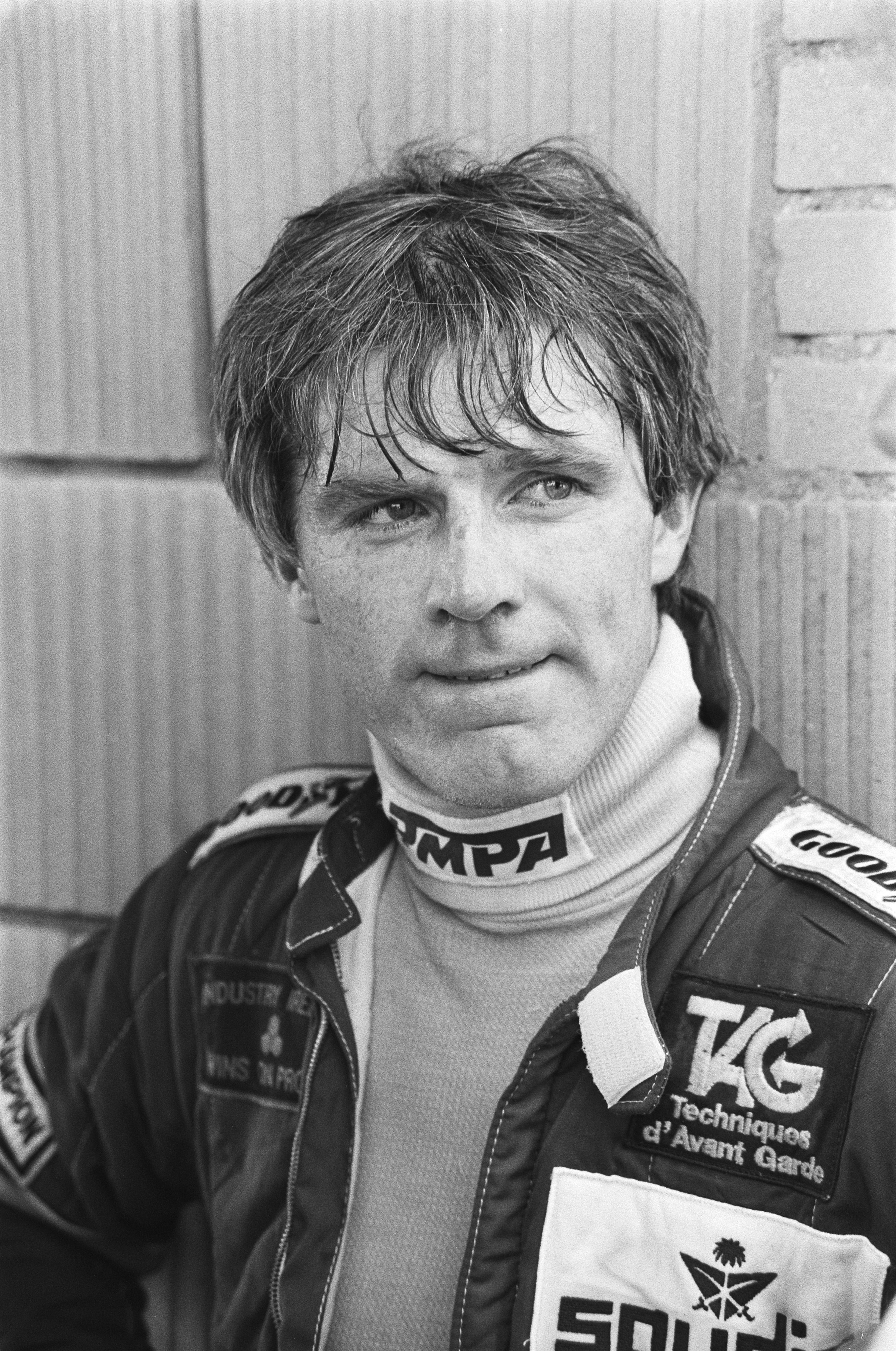
Derek Daly (* 1953)

- Daly, Dominick (1798–1868), britischer Gouverneur von Tobago, Prince Edward Island und South Australia
- Daly, Edward Celestin (1894–1964), US-amerikanischer römisch-katholischer Geistlicher
- Daly, Edward Kevin (1933–2016), irischer Geistlicher, römisch-katholischer Bischof von Derry
- Daly, Edward M. (* 1965), US-amerikanischer Offizier, General der US-Army
- Daly, Eileen (* 1963), britische Schauspielerin und Sängerin
- Daly, Elizabeth (1878–1967), US-amerikanische Krimiautorin
- Daly, Elliot (* 1992), englischer Rugbyspieler
- Daly, Francis J. (1886–1950), irischer Politiker
- Daly, Géo (1923–1999), französischer Jazz-Vibraphonist und Bandleader
- Daly, George F. (1903–1983), US-amerikanischer Computeringenieur
- Daly, Herbert (1865–1930), anglo-australischer Maler
- Daly, Herman (1938–2022), US-amerikanischer Wirtschaftswissenschaftler
- Daly, Ita (* 1945), irische Schriftstellerin
- Daly, J. Burrwood (1872–1939), US-amerikanischer Politiker
- Daly, James (1918–1978), US-amerikanischer Film- und Theaterschauspieler
- Daly, James Joseph (1921–2013), US-amerikanischer Geistlicher, Weihbischof in Rockville Centre
- Daly, Jane (* 1948), US-amerikanische Schauspielerin und Musicaldarstellerin
- Daly, Jim (* 1972), irischer Politiker (Fine Gael)
- Daly, John (1880–1969), irischer Langstrecken- und Hindernisläufer
- Daly, John (1901–1985), britischer Geistlicher, Bischof in Afrika und Asien
- Daly, John (1937–2008), britischer Produzent
- Daly, John (* 1966), US-amerikanischer GolfspielerJohn Daly (* 1966)

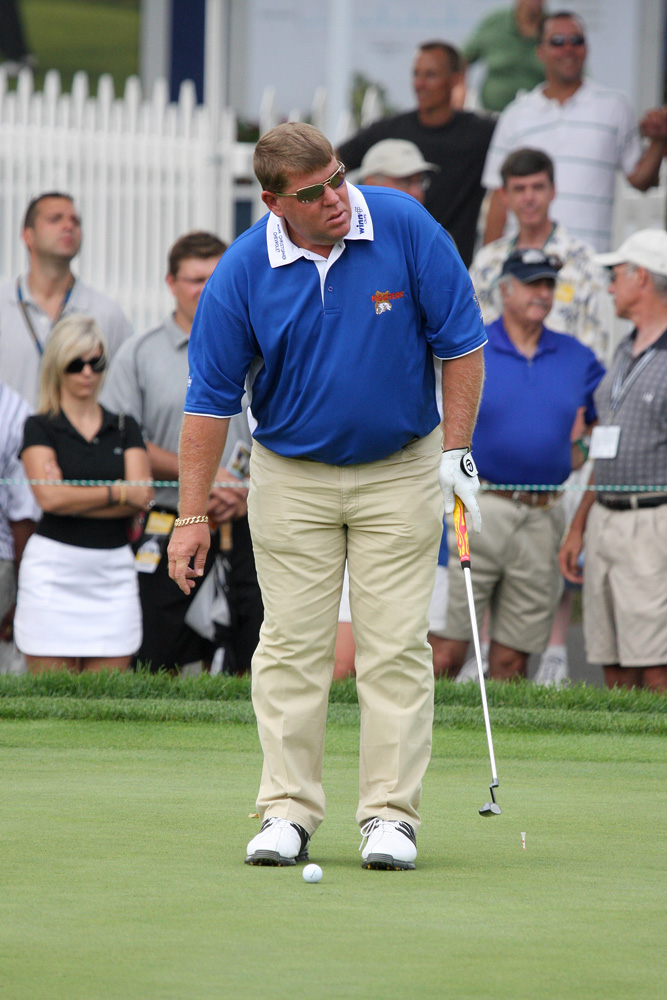
John Daly (* 1966)

- Daly, John (* 1985), US-amerikanischer Skeletonpilot
- Daly, John Charles (1914–1991), US-amerikanischer Radio- und Fernsehmoderator, Journalist, Nachrichtensprecher und Fernsehproduzent südafrikanischer Herkunft
- Daly, John Lawrence (1943–2004), australischer Geschäftsmann und Berufsschullehrer
- Daly, John W. (1933–2008), US-amerikanischer Herpetologe, Biochemiker und Pharmakologe
- Daly, Jon (* 1983), irischer Fußballspieler
- Daly, Keevil (1923–2011), kanadischer Gewichtheber
- Daly, Lloyd William (1910–1989), US-amerikanischer Klassischer Philologe
- Daly, Marie Maynard (1921–2003), US-amerikanische Biochemikerin
- Daly, Mark (* 1973), irischer Politiker
- Daly, Martin (* 1964), irischer Politiker (Fianna Fáil)
- Daly, Mary (1928–2010), US-amerikanische radikale Feministin, Theologin und Professorin
- Daly, Noel Desmond (1929–2004), australischer Geistlicher, Bischof von Sandhurst
- Daly, Pa, irischer Politiker
- Daly, Rachel (* 1991), englische Fußballspielerin
- Daly, Reginald Aldworth (1871–1957), kanadischer Geologe
- Daly, Robert (* 1978), irischer Sprinter
- Daly, Ross (* 1952), Weltmusiker und Multiinstrumentalist irischer Abstammung
- Daly, Susan (* 1957), australische Badmintonspielerin
- Daly, Tess (* 1969), britische Fernsehmoderatorin und ehemaliges Model
- Daly, Thomas Anthony (* 1960), römisch-katholischer Geistlicher, Bischof von Spokane
- Daly, Tim (* 1956), US-amerikanischer Schauspieler, Synchronsprecher und FilmproduzentTim Daly (* 1956)

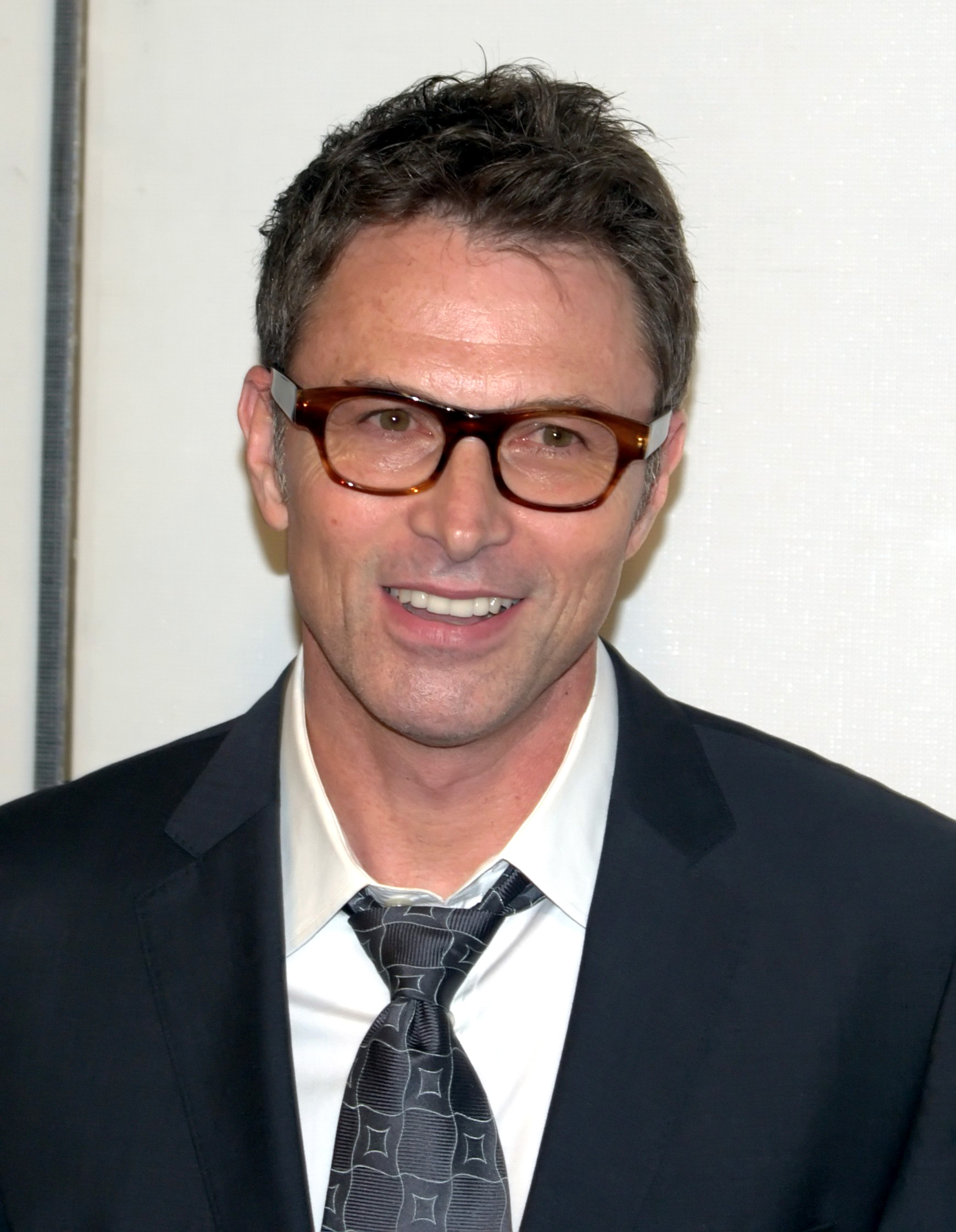
Tim Daly (* 1956)

- Daly, Tom (1918–2011), kanadischer Filmproduzent, Filmeditor und Filmregisseur
- Daly, Tyne (* 1946), amerikanische SchauspielerinTyne Daly (* 1946)

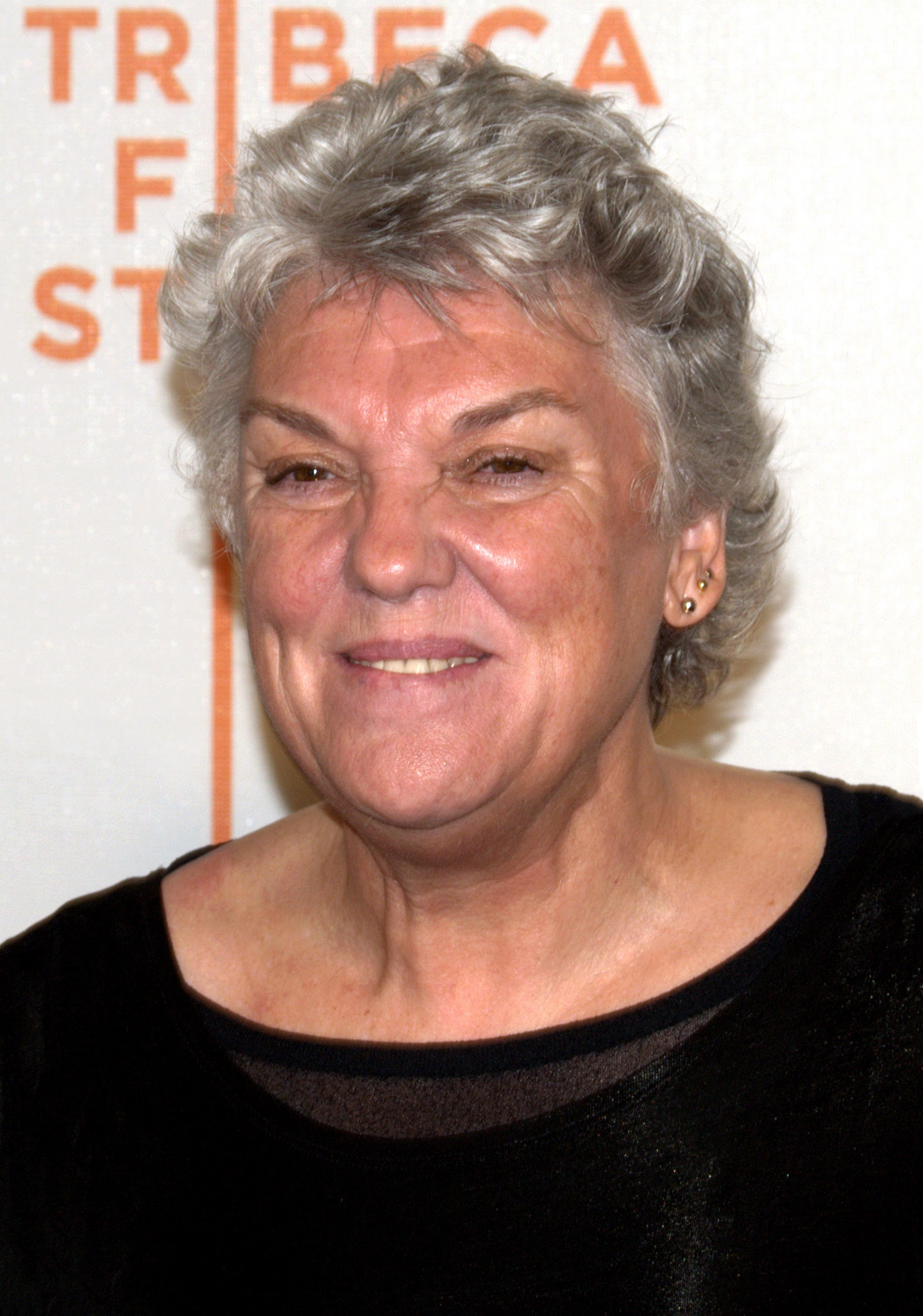
Tyne Daly (* 1946)

- Daly, William Davis (1851–1900), US-amerikanischer Politiker
- Dalyell, Elsie (1881–1948), australische Ärztin und Pathologin
- Dalyell, Tam (1932–2017), britischer Autor und Politiker, Mitglied des House of Commons

### Dalz
- Dalza, Joan Ambrosio, italienischer Lautenist und Komponist
- Dalzel, Archibald (1740–1811), britischer Sklavenhändler, Historiker, Abenteurer und Gouverneur der Goldküste (heute Ghana)
- Dalzel-Job, Patrick (1913–2003), britischer Marineoffizier und Kommando-Führer im Zweiten Weltkrieg
- Dalzell, Archie R. (1911–1992), US-amerikanischer Kameramann
- Dalzell, Dennis (1935–2012), US-amerikanischer Kameramann
- Dalzell, John (1845–1927), US-amerikanischer Politiker
- Dalzell, Nelson (1921–1989), neuseeländischer Rugby-Union-Spieler
- Dalziel, Davison, 1. Baron Dalziel of Wooler (1852–1928), britischer Journalist, Politiker, Mitglied des House of Commons und Unternehmer
- Dalziel, Ian W. D. (* 1937), schottischer Geologe
- Dalziel, Lianne (* 1960), neuseeländischen Politikerin, Minister, Abgeordnete und Bürgermeisterin von Christchurch
- Dalziel, Ryan (* 1982), britischer Rennfahrer